# 県下名勝史蹟四十五佳選

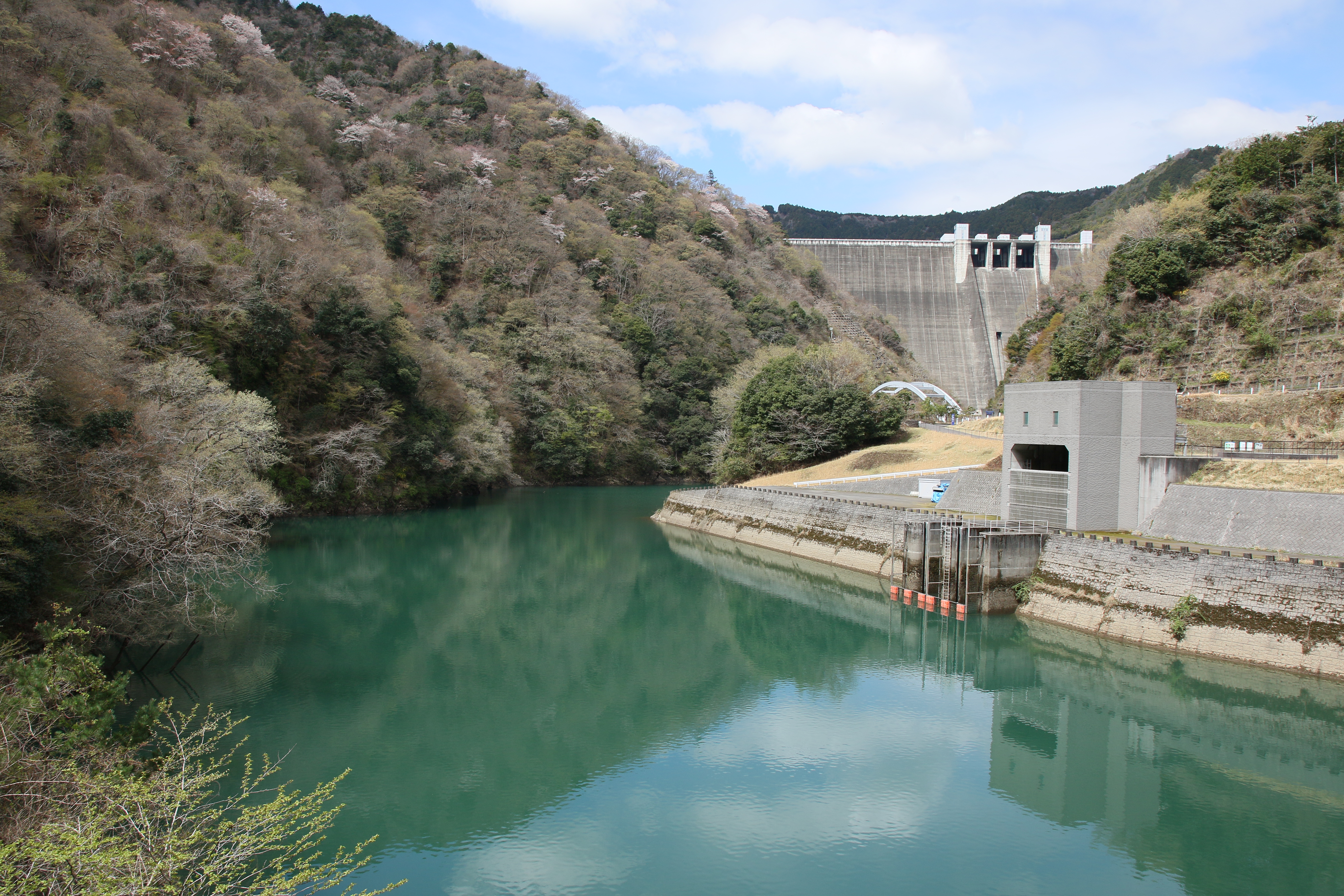
石小屋ダムから望む石小屋湖（本文参照）

県下名勝史蹟四十五佳選（けんかめいしょうしせきよんじゅうごかせん）は、横浜貿易新報社（神奈川新聞社の前身）が1935年（昭和10年）に創業45周年と新社長就任の記念事業の一つとして読者投票により選定した神奈川県下45箇所の名勝・史蹟。村会や青年団などの諸団体による組織的な投票が行われたため、旧来からの名勝史蹟よりも、比較的新しい場所が多く含まれる結果となった。選定後には、俳句・川柳の募集、『横浜貿易新報』紙への紹介記事の掲載、記念標の造立などの顕彰事業が行われた。

## 名勝史蹟一覧
選定された45箇所の名勝・史蹟は以下の通り。
第1位の石小屋は、「天然の大石が柱となり、床となって八畳敷の座敷を造って、四季を通じて訪れる観光客は、自然美の偉大さを痛感する」（『愛川町郷土誌』）、中津川渓谷随一の景勝地だったが、宮ヶ瀬ダムに付随する石小屋ダムの建設によって水没した。
| 順位 | 名勝史蹟名         | 得票数  | 所在地                       |
| ---- | ------------------ | ------- | ---------------------------- |
| 1    | 石小屋             | 284,726 | 愛甲郡愛川町半原             |
| 2    | 妙香寺             | 275,770 | 横浜市中区妙香寺台           |
| 3    | 峰の灸             | 239,345 | 横浜市磯子区峰町             |
| 4    | 玉泉寺             | 218,220 | 横浜市南区中村町１丁目       |
| 5    | 八菅神社           | 168,880 | 愛甲郡愛川町八菅山           |
| 6    | 早川城趾           | 166,204 | 綾瀬市早川城山３丁目         |
| 7    | 石老山             | 163,165 | 相模原市緑区寸沢嵐           |
| 8    | 浅間神社           | 146,967 | 横浜市西区浅間町１丁目       |
| 9    | 八景ノ棚           | 146,393 | 相模原市南区下溝             |
| 10   | 宮ヶ瀬渓谷         | 131,222 | 愛甲郡清川村宮ヶ瀬           |
| 11   | 道了尊御本地       | 123,417 | 伊勢原市高森台１丁目         |
| 12   | ペルリ上陸記念碑   | 121,684 | 横須賀市久里浜７丁目         |
| 13   | 丹沢の大滝         | 116,718 | 相模原市緑区鳥屋             |
| 14   | 金砂山子育観音     | 111,775 | 藤沢市藤沢                   |
| 15   | 北向庚申神社       | 109,722 | 座間市栗原中央１丁目         |
| 16   | 鬼子母神常照寺     | 105,437 | 横浜市南区南太田１丁目       |
| 17   | 重国城趾天満宮     | 095,169 | 藤沢市長後                   |
| 18   | 城山城趾           | 092,829 | 相模原市緑区根小屋           |
| 19   | 鮎の水郷田名       | 083,413 | 相模原市中央区水郷田名２丁目 |
| 20   | 花水河口           | 080,350 | 平塚市虹ケ浜                 |
| 21   | 志田山朝日寺       | 071,895 | 相模原市緑区長竹             |
| 22   | 青柳寺             | 069,718 | 相模原市南区上鶴間本町３丁目 |
| 23   | 称名寺百観音       | 064,114 | 横浜市金沢区金沢町           |
| 24   | 三眼六足稲荷       | 062,145 | 海老名市河原口２丁目         |
| 25   | 与瀬神社           | 060,616 | 相模原市緑区与瀬             |
| 26   | 綱島温泉桃雲台     | 059,374 | 横浜市港北区綱島東２丁目     |
| 27   | 永谷天満宮         | 050,729 | 横浜市港南区上永谷５丁目     |
| 28   | 大ダルミ           | 050,311 | 相模原市緑区千木良           |
| 29   | 若雷神社           | 046,799 | 横浜市港北区新吉田町         |
| 30   | 三浦畠山地蔵尊     | 046,593 | 三浦郡葉山町長柄             |
| 31   | 畠山重忠霊堂       | 044,142 | 横浜市旭区鶴ケ峰本町２丁目   |
| 32   | 波切不動の滝       | 042,373 | 横浜市緑区鴨居２丁目         |
| 33   | 吾妻神社           | 041,461 | 中郡二宮町山西               |
| 34   | 宝泉寺             | 039,646 | 藤沢市遠藤                   |
| 35   | 柏山稲荷           | 039,607 | 藤沢市城南３丁目             |
| 36   | 金蔵院安産子育観音 | 039,270 | 横浜市金沢区釜利谷東５丁目   |
| 37   | 広沢寺温泉         | 038,481 | 厚木市七沢                   |
| 38   | 金目観音           | 038,196 | 平塚市南金目                 |
| 39   | 円満寺白衣観音     | 038,100 | 横浜市西区久保町             |
| 40   | 座間神社           | 037,816 | 座間市座間１丁目             |
| 41   | 白滝不動尊         | 037,666 | 横浜市中区根岸町３丁目       |
| 42   | 龍源院弁財天       | 036,578 | 座間市入谷西２丁目           |
| 43   | 旧城寺             | 036,252 | 横浜市緑区三保町             |
| 44   | 日限地蔵尊         | 035,638 | 横浜市港南区日限山１丁目     |
| 45   | 滝出現見合不動尊   | 034,837 | 藤沢市葛原                   |

### 選外
入選は逃したが得票数の多かった以下の10箇所も公表された。
| 順位 | 名勝史蹟名         | 得票数 | 所在地           |
| ---- | ------------------ | ------ | ---------------- |
| 46   | 滝不動             | 34,727 | 中郡北秦野村     |
| 47   | 碓氷峠             | 33,240 | 足柄下郡宮城野村 |
| 48   | 宇賀神社           | 30,743 | 大磯町東小磯     |
| 49   | 浅間町子育地蔵     | 29,039 | 横浜市浅間町     |
| 50   | 大岡越前墓所浄見寺 | 27,752 | 高座郡小出村     |
| 51   | 神澤江岸           | 26,966 | 高座郡大沢村     |
| 52   | 大雄山最乗寺       | 26,705 | 上郡関本         |
| 53   | 七沢城趾           | 26,660 | 愛甲郡玉川村     |
| 54   | 松田城趾           | 23,790 | 松田町           |
| 55   | 名勝曲松           | 20,684 | 中郡西秦野村     |

## 選定経緯
『横浜貿易新報』は「隠れたる勝地讃ふべき史蹟を再検討して広く之を世に出す」ことを名勝史蹟投票の事業目的として掲げた。さらに、「その名勝史蹟による土地の発展は著しいものがある」ため、「欲求するものは『世に出す機会』である」」としている。
読者による投票は1935年9月5日から10月5日まで行われた。その間、毎日2票の投票用紙が『横浜貿易新報』の紙面に掲載されたが、官製はがきによる投票も可とされた。投票開始翌日の9月6日からは、各地の「抜きつ抜かれつ」の得票数が連日報じられ、投票を盛り上げた。
得票経過を報じる記事には、「宣戦の烽火挙り」「戦機全く熟して」「戦線に灼熱の火花」「奮迅の一斉猛射に」「戦線に歓声漲る」「戦闘旗を打連ねて」「戦線に赤色信号」「全線にわたる大進軍」「旗鼓堂々と進軍」「爆撃の機今や来る 各陣営に突撃喇叭」「全戦線に妖雲漲る」「死闘力戦の一日」など、戦況報道のようなセンセーショナルな見出しが付けられ、読者の関心を引いて投票へと駆り立てた。
また、各地での組織的な投票についても報じられ、戸塚桜堤保勝会津久井城山史蹟保存会、旅小屋連合青年会、八景の棚保勝会、湯河原振興会、軍港観光協会、子育地蔵講（浅間町）、横浜小出会、宮ヶ瀬青年団などの団体名が挙げられたほか、投票を期に各地に当選期成会や保勝会が結成され活動していることが伝えられている。麻溝村では臨時の村会が招集され、宮ヶ瀬村では全村での『横浜貿易新報』紙購読が決議された。
総投票数は500万票とされる。
投票開始の翌日から結果発表までに『横浜貿易新報』に掲載された名勝史蹟のうち、上位の5位までの推移は以下の通り。
| 日付    | 1位          | 2位            | 3位            | 4位            | 5位              |
| ------- | ------------ | -------------- | -------------- | -------------- | ---------------- |
| 9月6日  | 震生湖       | 桃雲台         | 八聖殿         | 衣笠城趾       | 遊行寺           |
| 9月7日  | 宝泉寺       | 三眼六足稲荷   | 本牧神社       | 三ツ池         | 震生湖           |
| 9月8日  | 三眼六足稲荷 | 宝泉寺         | 宮ヶ瀬渓谷     | 本牧神社       | 三ツ池           |
| 9月9日  | 宝泉寺       | 広沢寺温泉     | 三眼六足稲荷   | 宮ヶ瀬渓谷     | 本牧神社         |
| 9月10日 | 三眼六足稲荷 | 広沢寺温泉     | 宝泉寺         | 本牧神社       | 国歌君ヶ代発祥地 |
| 9月11日 | 宝泉寺       | 三眼六足稲荷   | 広沢寺温泉     | 本牧神社       | 国歌君ヶ代発祥地 |
| 9月12日 | 八景ノ棚     | 八菅神社       | 広沢寺温泉     | 三眼六足稲荷   | 宝泉寺           |
| 9月13日 | 三眼六足稲荷 | 八景ノ棚       | 八菅神社       | 宝泉寺         | 広沢寺温泉       |
| 9月14日 | 石小屋       | 三眼六足稲荷   | 宮ヶ瀬渓谷     | 綱島温泉桃雲台 | 八菅神社         |
| 9月15日 | 八菅神社     | 石小屋         | 三眼六足稲荷   | 宮ヶ瀬渓谷     | 綱島温泉桃雲台   |
| 9月16日 | 三眼六足稲荷 | 八菅神社       | 峰の灸円海山   | 石小屋         | 玉泉寺           |
| 9月17日 | 峰の灸円海山 | 三眼六足稲荷   | 八菅神社       | 石小屋         | 玉泉寺           |
| 9月18日 | 峰の灸円海山 | 三眼六足稲荷   | 八菅神社       | 石小屋         | 玉泉寺           |
| 9月19日 | 峰の灸円海山 | 石小屋         | 三眼六足稲荷   | 八菅神社       | 玉泉寺           |
| 9月20日 | 石小屋       | 峰の灸円海山   | 三眼六足稲荷   | 八菅神社       | 玉泉寺           |
| 9月21日 | 八菅神社     | 石小屋         | 峰の灸円海山   | 三眼六足稲荷   | 志田山朝日寺     |
| 9月22日 | 八菅神社     | 石小屋         | 峰の灸円海山   | 三眼六足稲荷   | 志田山朝日寺     |
| 9月23日 | 八菅神社     | 峰の灸円海山   | 石小屋         | 三眼六足稲荷   | 志田山朝日寺     |
| 9月24日 | 八菅神社     | 峰の灸円海山   | 石小屋         | 三眼六足稲荷   | 柏山稲荷神社     |
| 9月25日 | 八菅神社     | 重国城趾天満宮 | 峰の灸円海山   | 石小屋         | 三眼六足稲荷     |
| 9月26日 | 八菅神社     | 重国城趾天満宮 | 峰の灸円海山   | 石小屋         | 三眼六足稲荷     |
| 9月27日 | 八菅神社     | 志田山朝日寺   | 重国城趾天満宮 | 峰の灸円海山   | 城山城趾         |
| 9月28日 | 八菅神社     | 志田山朝日寺   | 峰の灸円海山   | 重国城趾天満宮 | 三眼六足稲荷     |
| 9月29日 | 八菅神社     | 志田山朝日寺   | 浅間神社       | 峰の灸円海山   | 重国城趾天満宮   |
| 9月30日 | 宮ヶ瀬渓谷   | 八菅神社       | 道了尊御本地   | 峰の灸円海山   | 志田山朝日寺     |
| 10月1日 | 浅間神社     | 石小屋         | 道了尊御本地   | 宮ヶ瀬渓谷     | 八菅神社         |
| 10月2日 | 石小屋       | 浅間神社       | 玉泉寺         | 宮ヶ瀬渓谷     | 道了尊御本地     |
| 10月3日 | 石老山       | 石小屋         | 玉泉寺         | 峰の灸円海山   | 浅間神社         |
| 10月4日 | 石小屋       | 妙香寺         | 石老山         | 玉泉寺         | 称名寺百観音     |
| 10月5日 | 石小屋       | 石老山         | 妙香寺         | 宮ヶ瀬渓谷     | ペルリ上陸記念碑 |
| 10月7日 | 石小屋       | 妙香寺         | 峰の灸         | 玉泉寺         | 八菅神社         |

## 顕彰事業
投票開始後の1935年9月7日に俳句・川柳の募集が選者の柴田五万石によって予告され、10月7日の投票結果の発表とともに、「当選せる四十五ヶ所と次点十位迄を適宜に詠む事」とする募集規定が発表された。10月19日に締切となった。22,934句の応募作から飯田九一ら10名の選者によって684の入選句と17の推薦句が選ばれ、12月16日の紙上で発表された。
結果発表の翌日から「祝賀訪問隊」による当選地訪問が開始された。10月8日の朝刊には、その日のうちに石小屋、志田山朝日寺、丹沢大滝など10ヶ所を「『陸のヨット』ダットサンを連ね」て巡るスケジュールが掲載されている。8日から10日までの3日間で各地を回る予定だったが、実際に訪問を終えたのは10月24日となった。
11月から翌年3月まで、入選した45箇所および選外の10箇所の紹介記事が『横浜貿易新報』紙上に連載された。
顕彰事業として写真帖・絵葉書の作成も予告されていたが、実際には作成されなかった。

### 記念標
入選した名勝史蹟には、その名称と「縣下名勝史蹟四十五佳選當選記念」「横濱貿易新報社」と刻まれた記念標が造立され、現在でも数多く残されている。

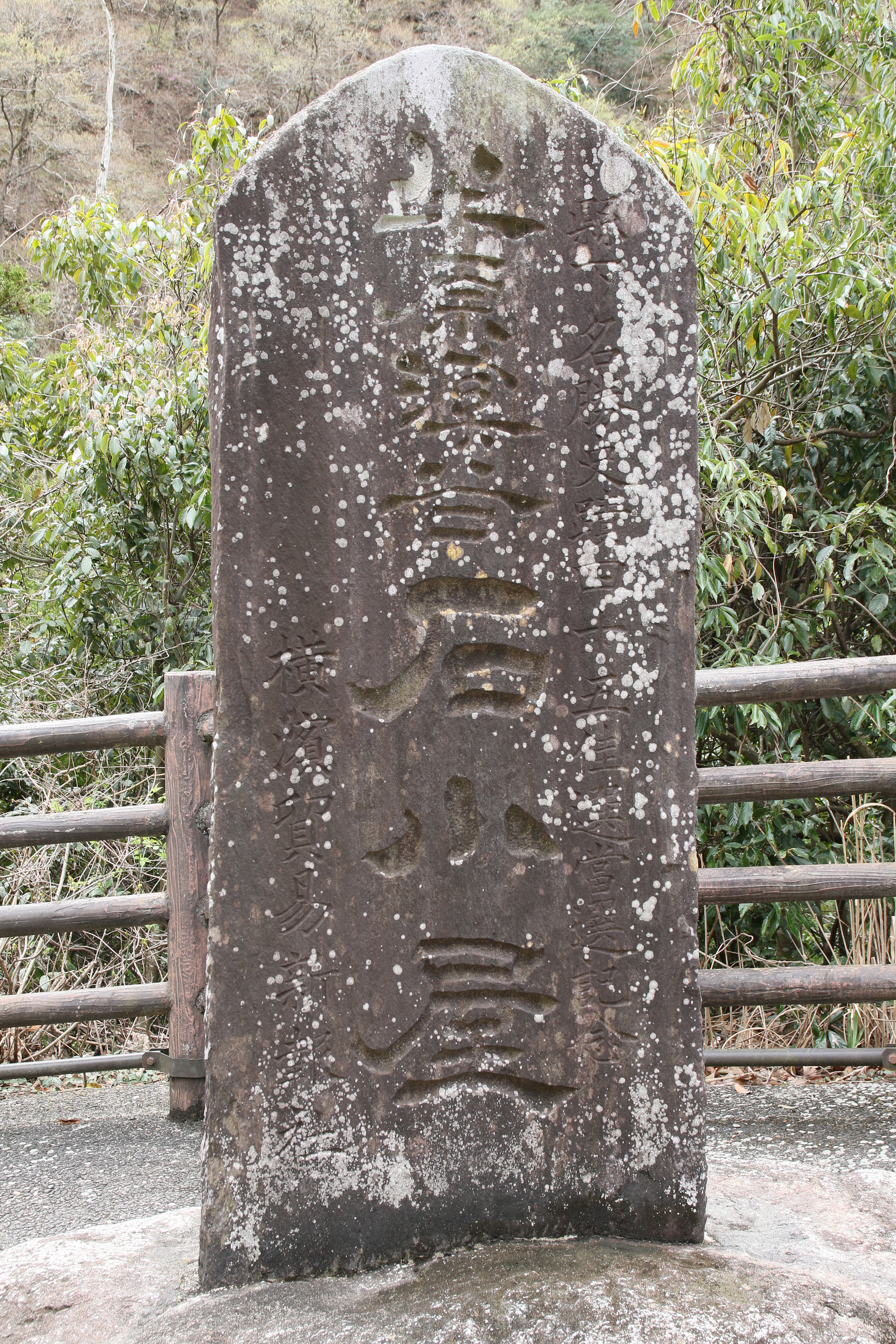
1位 石小屋
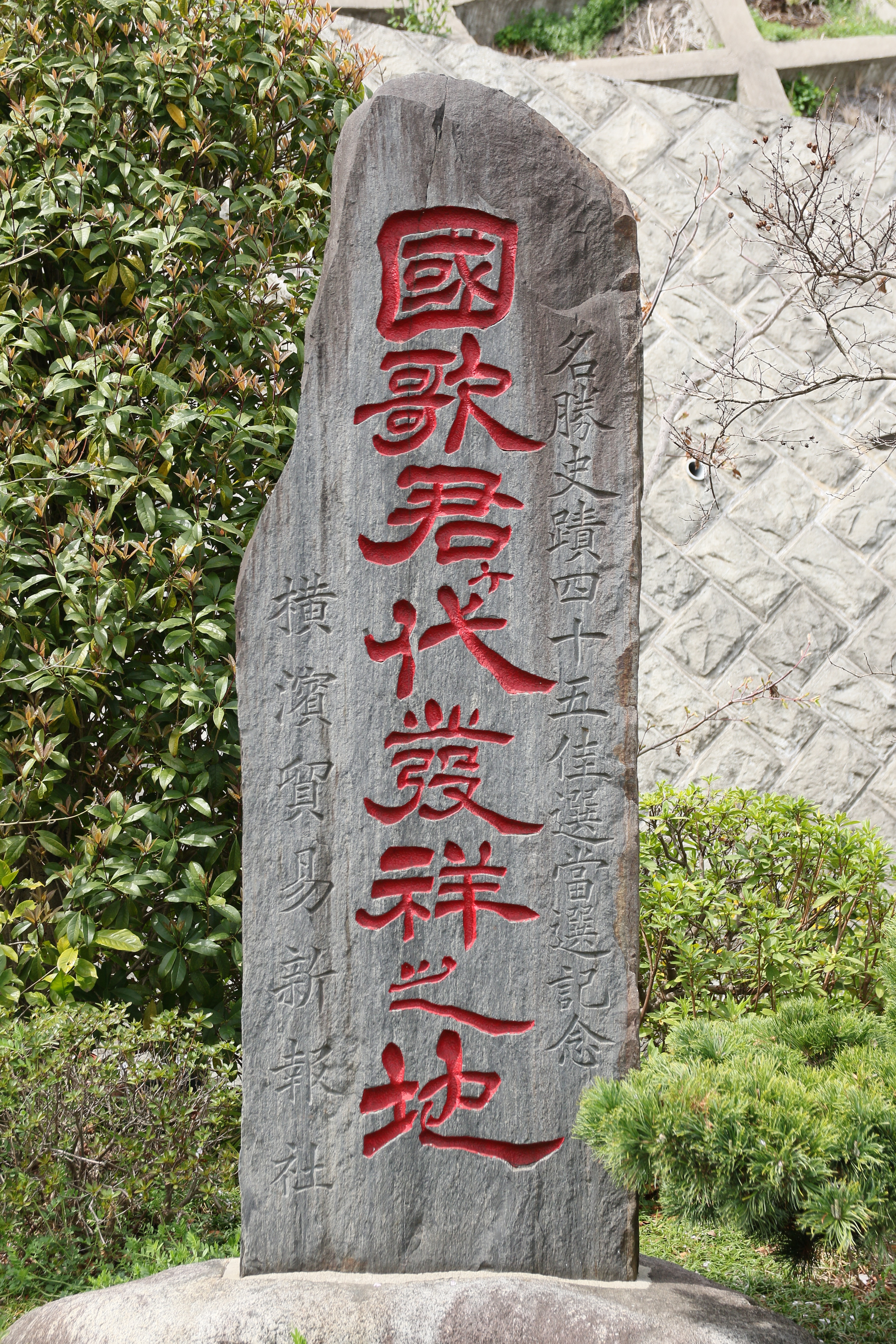
2位 妙香寺
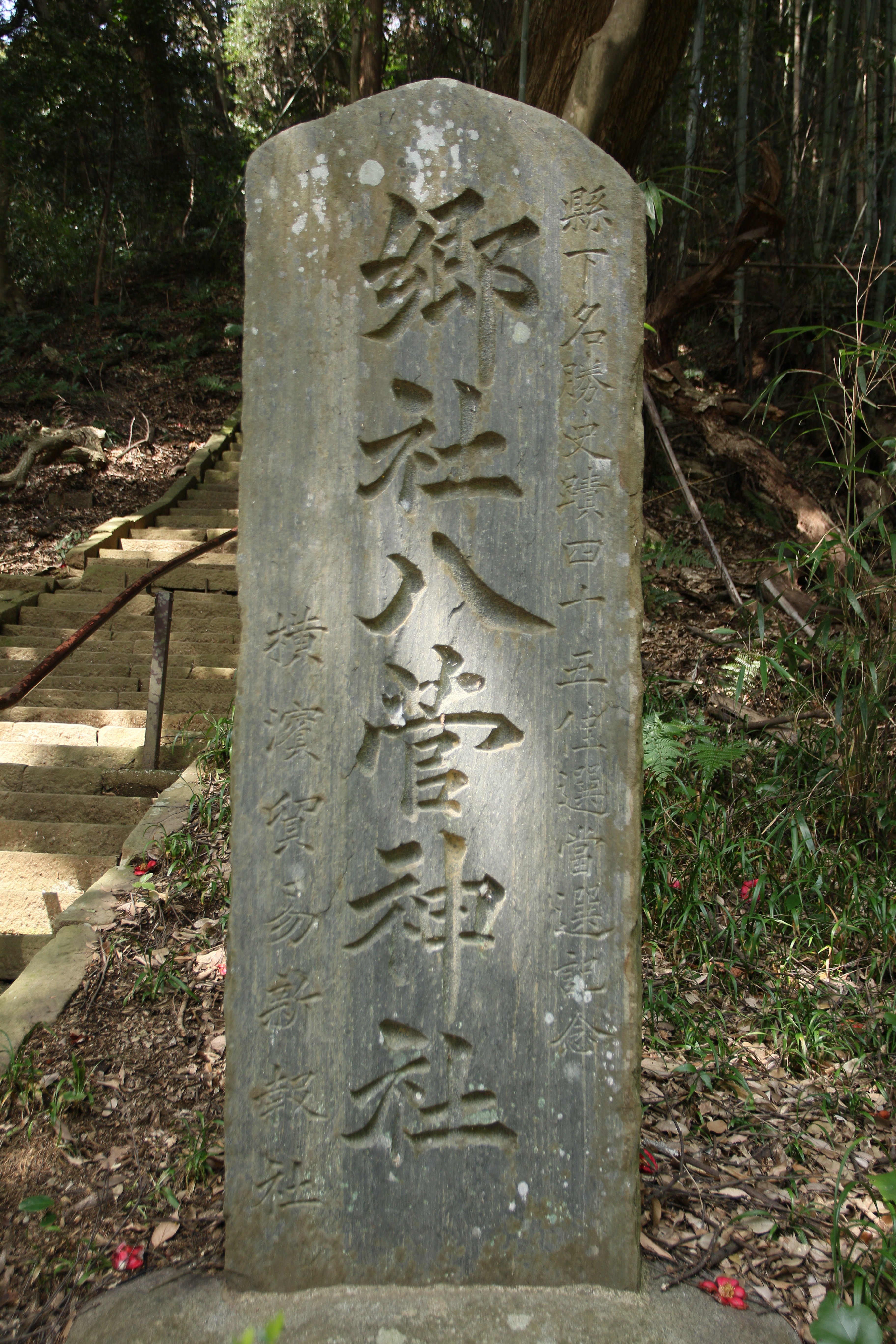
5位 八菅神社
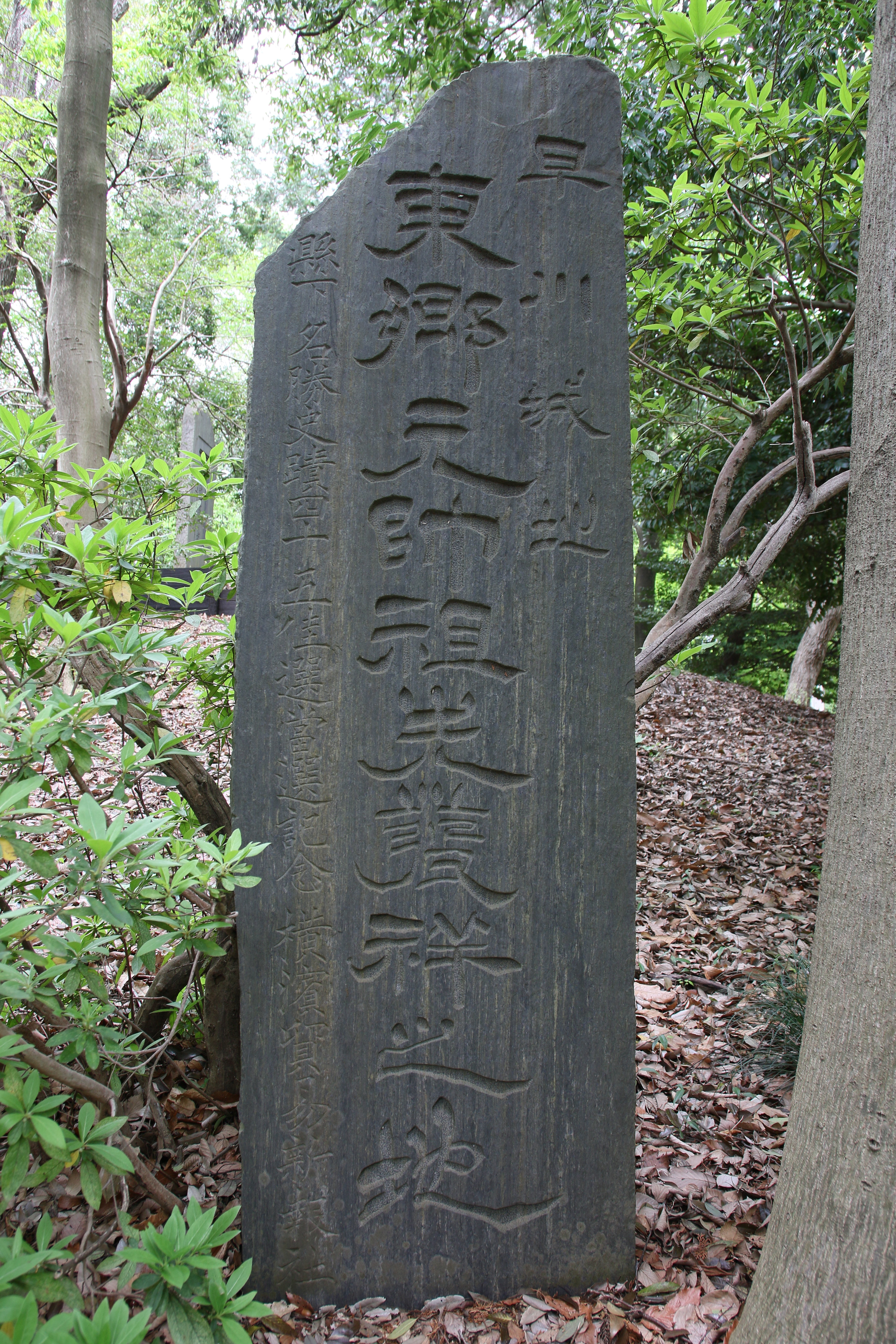
6位 早川城趾
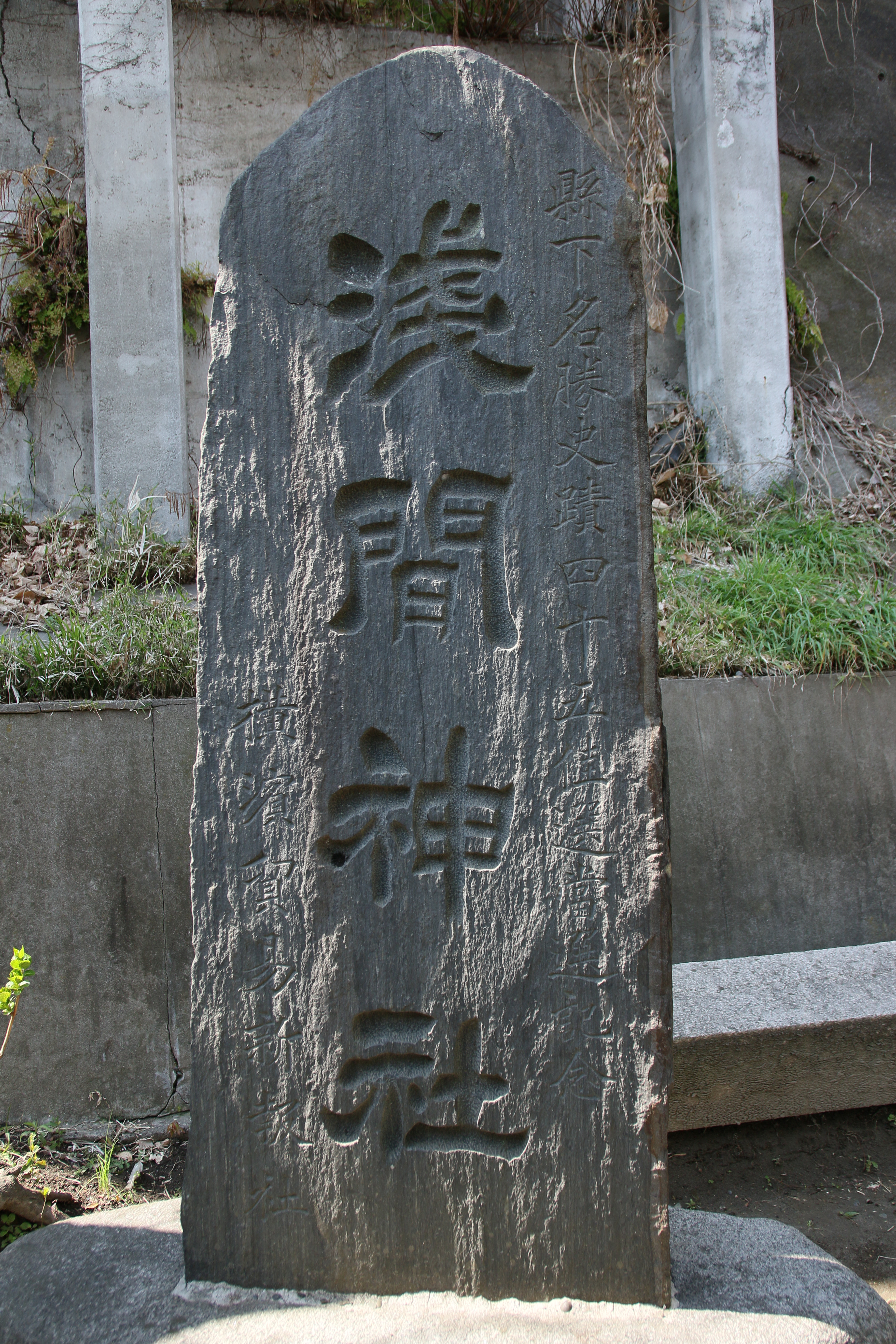
8位 浅間神社
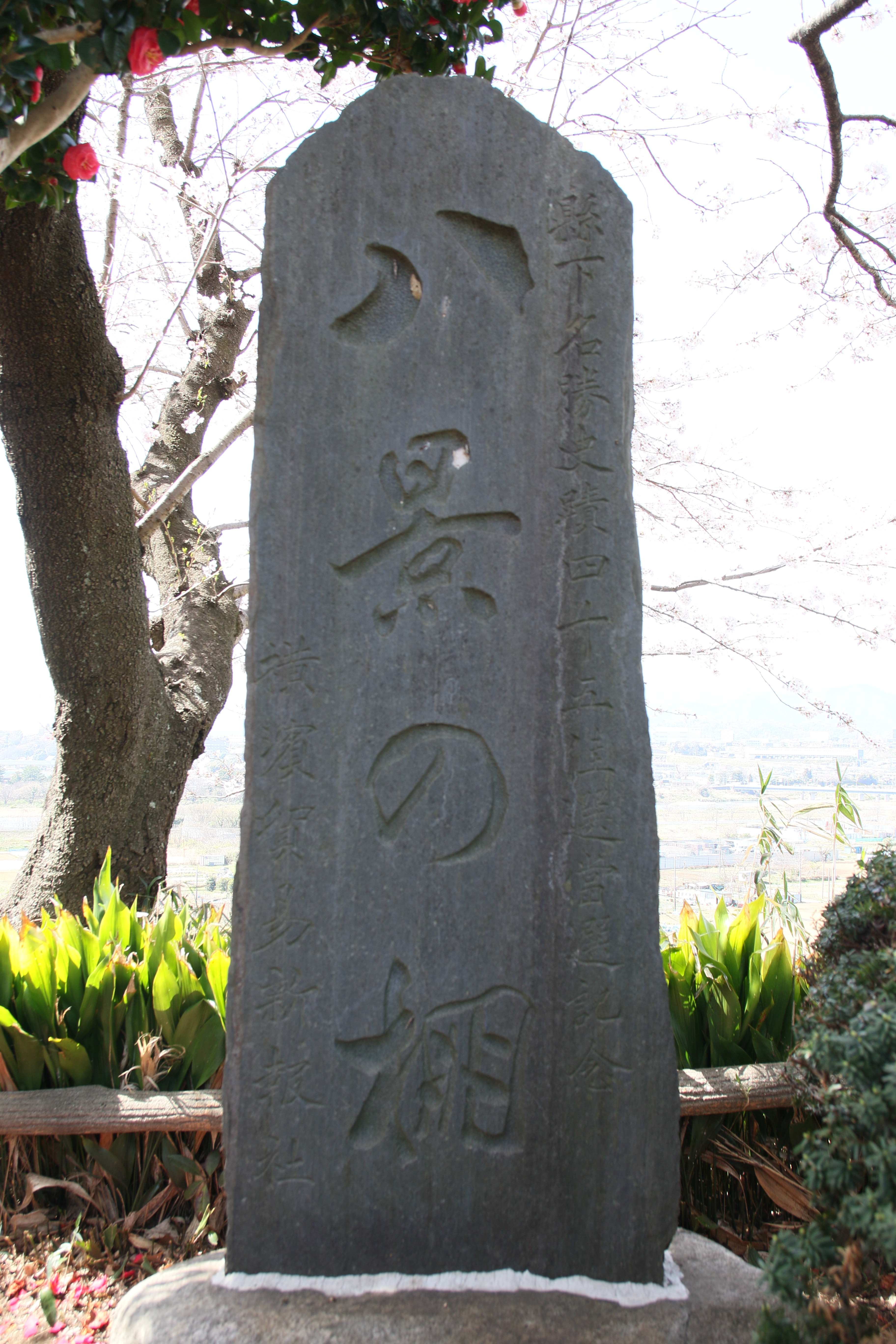
9位 八景ノ棚
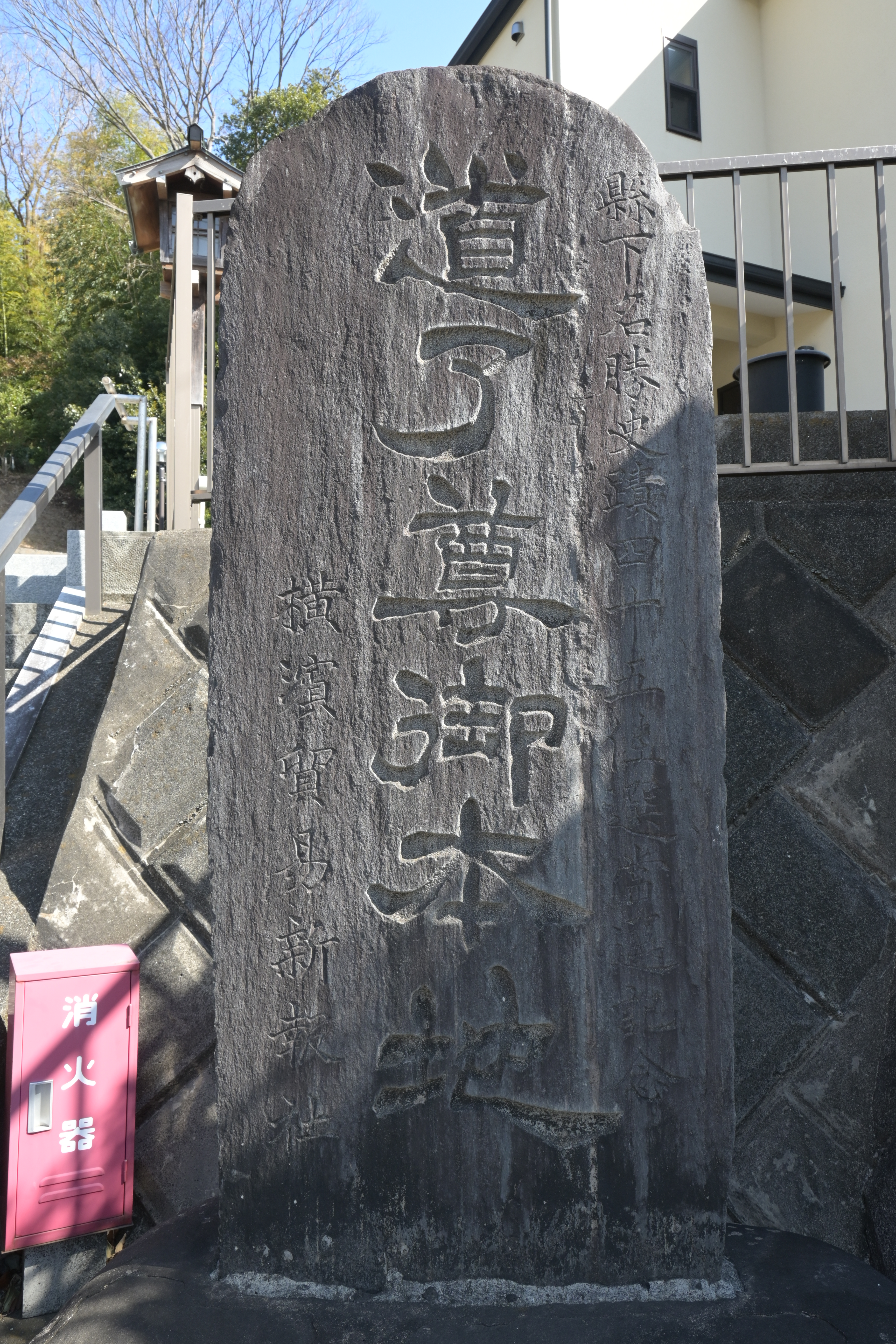
11位 道了尊御本地
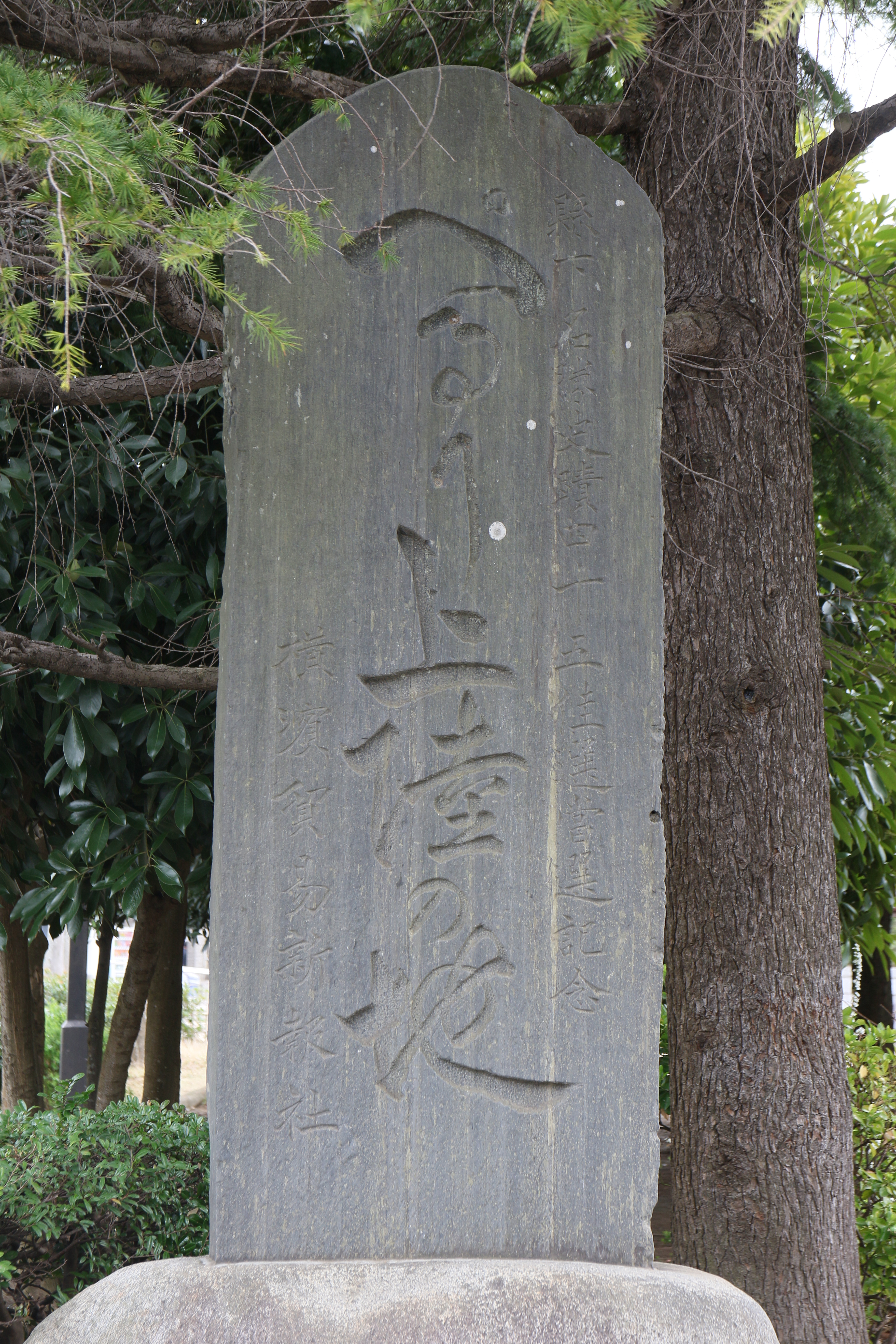
12位 ペルリ上陸記念碑
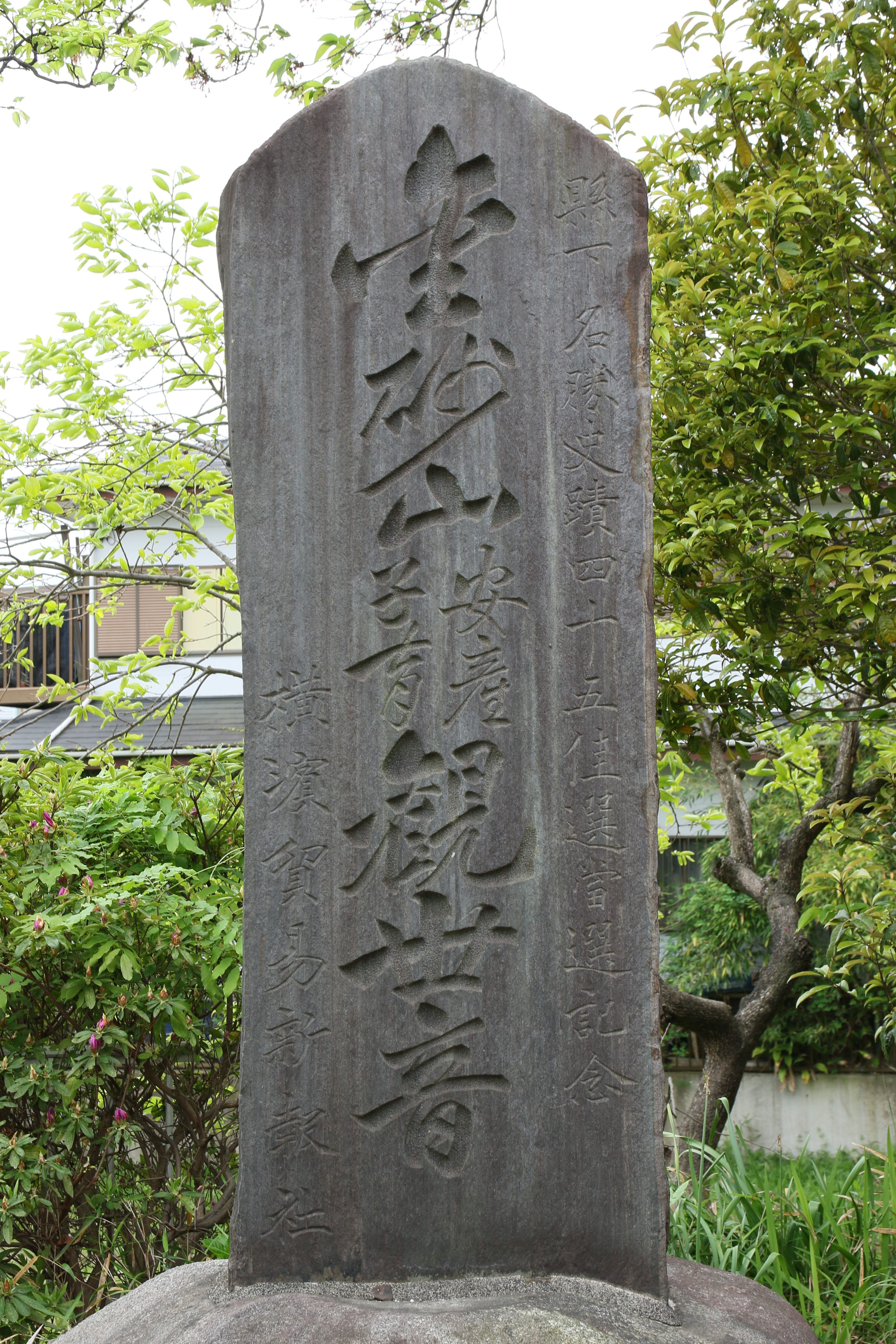
14位 金砂山子育観音
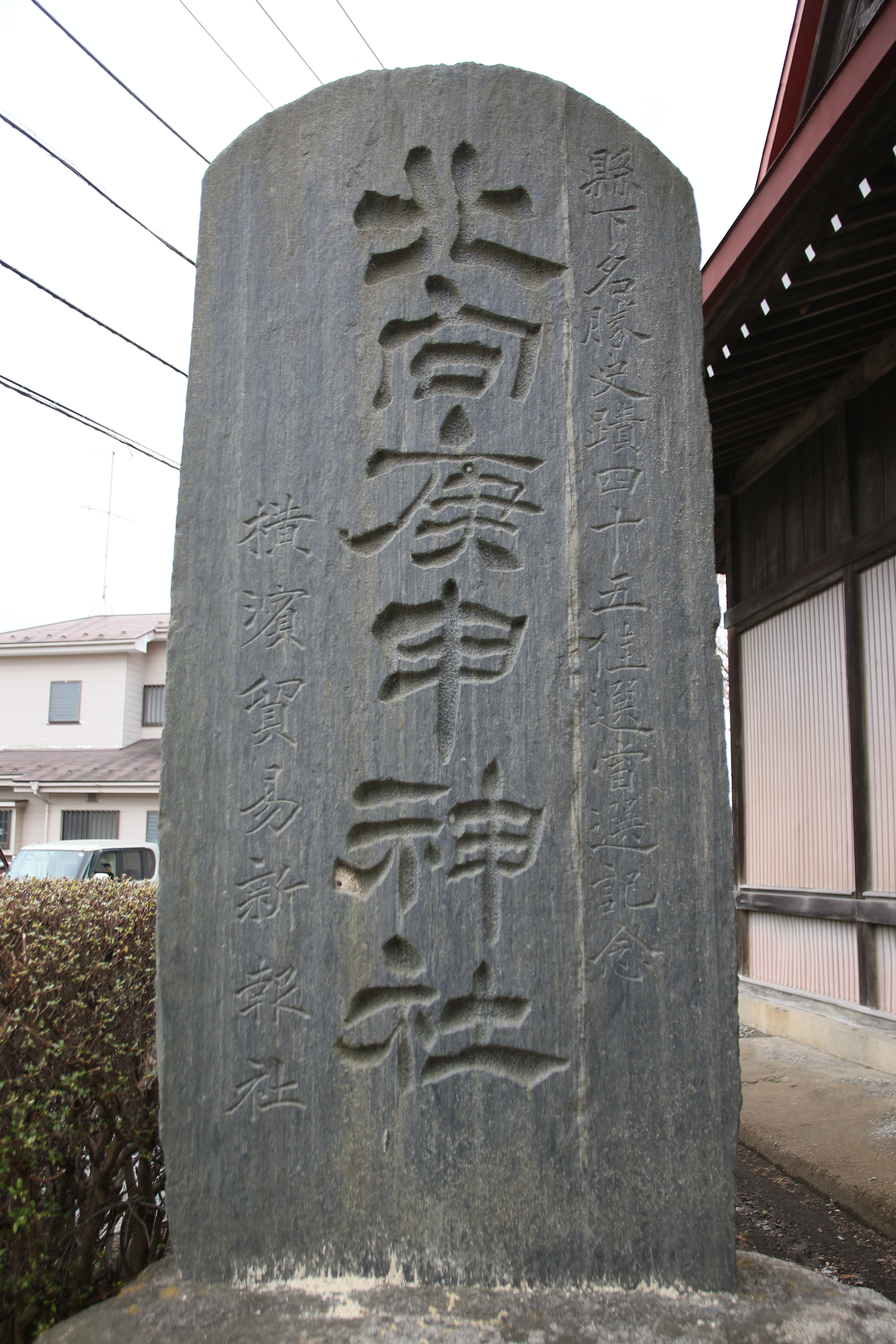
15位 北向庚申神社
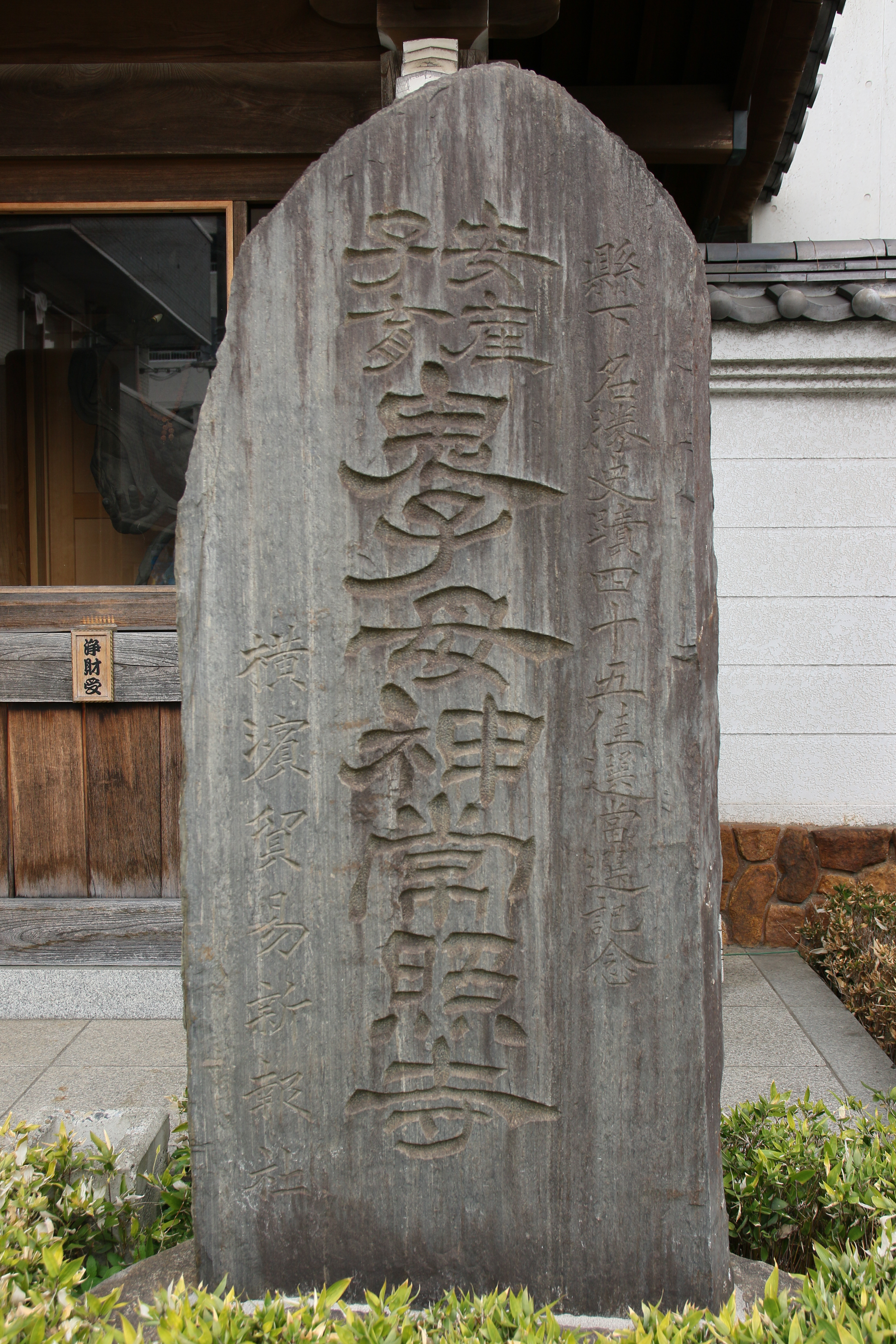
16位 鬼子母神常照寺
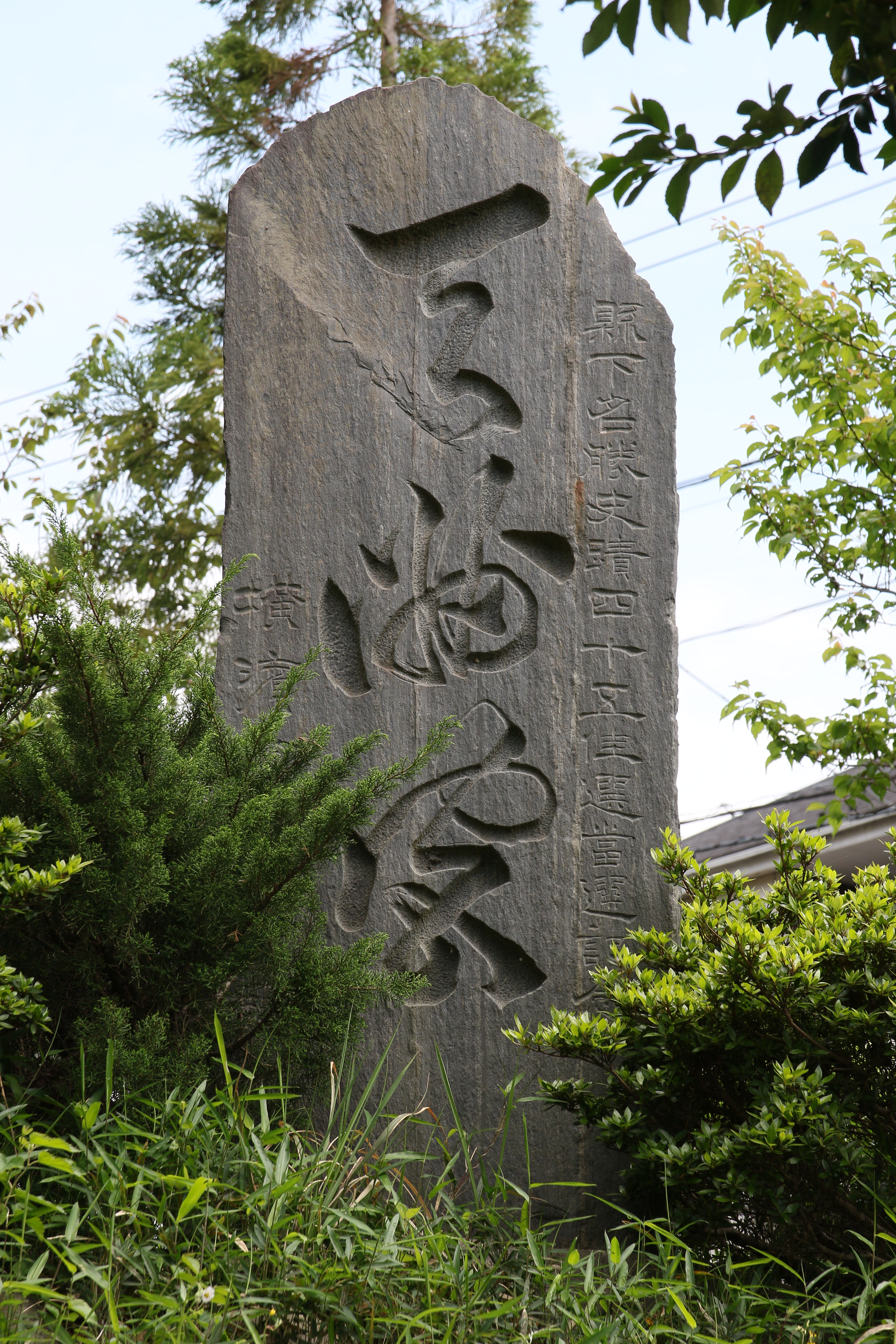
17位 重国城趾天満宮
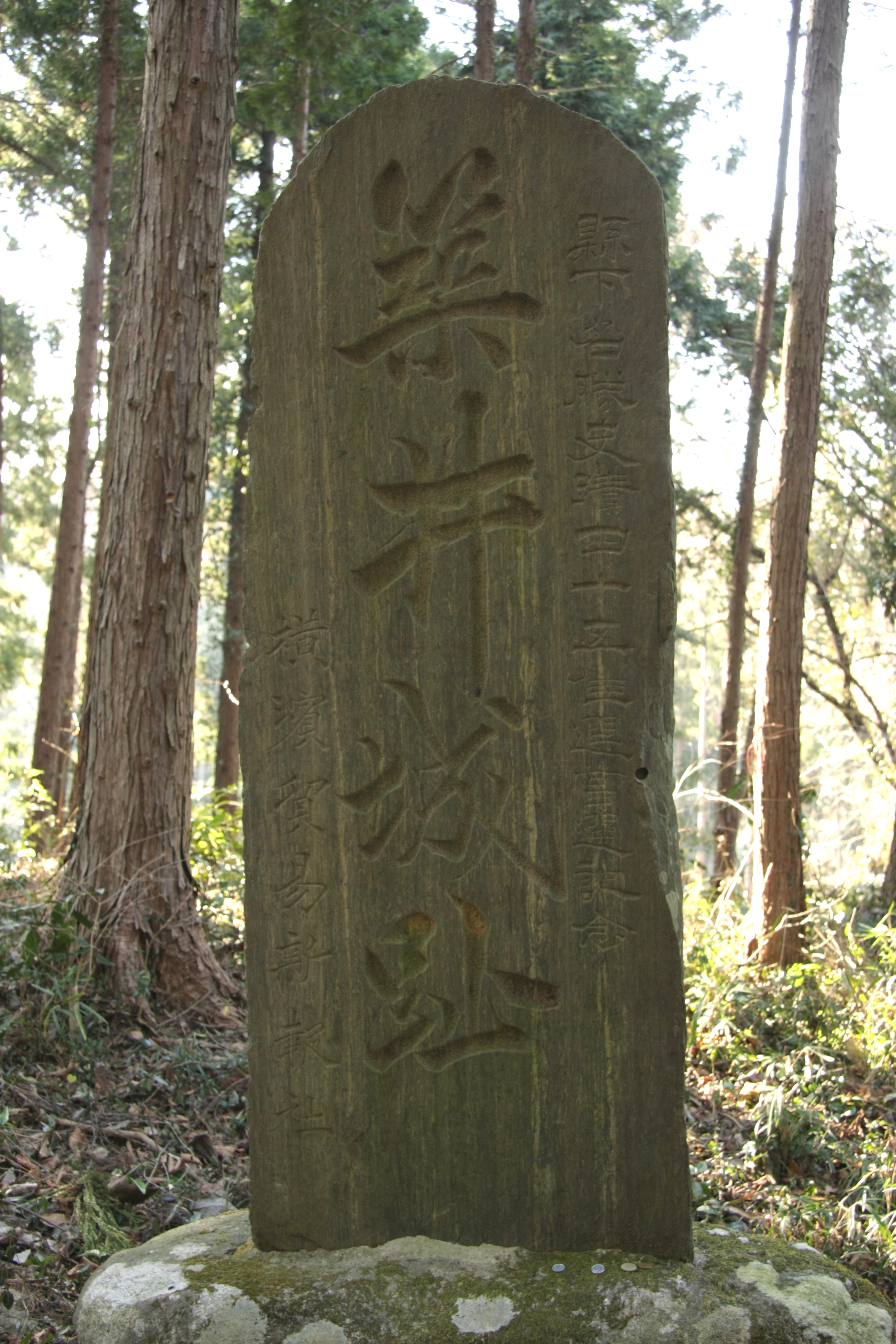
18位 城山城趾
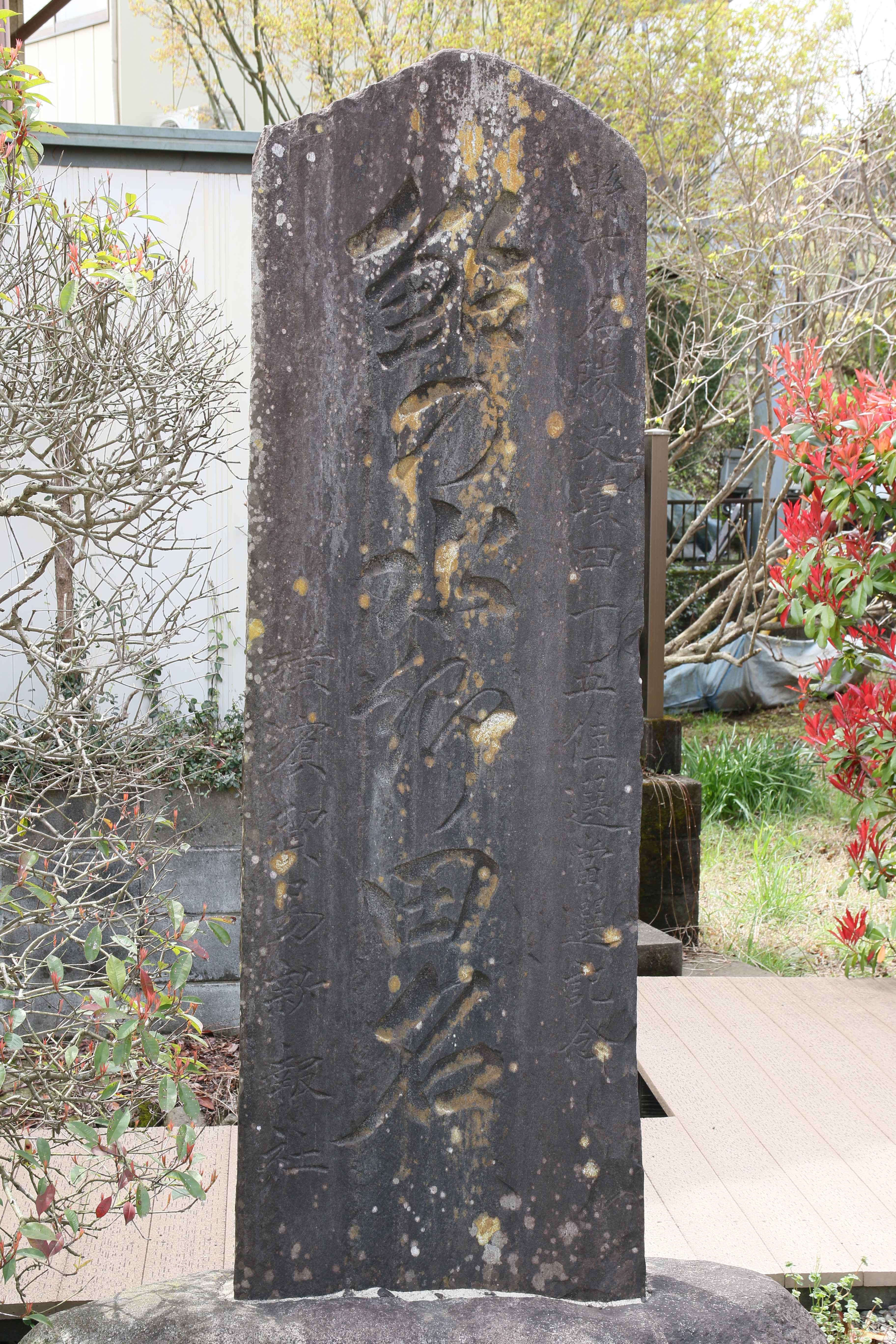
19位 鮎の水郷田名
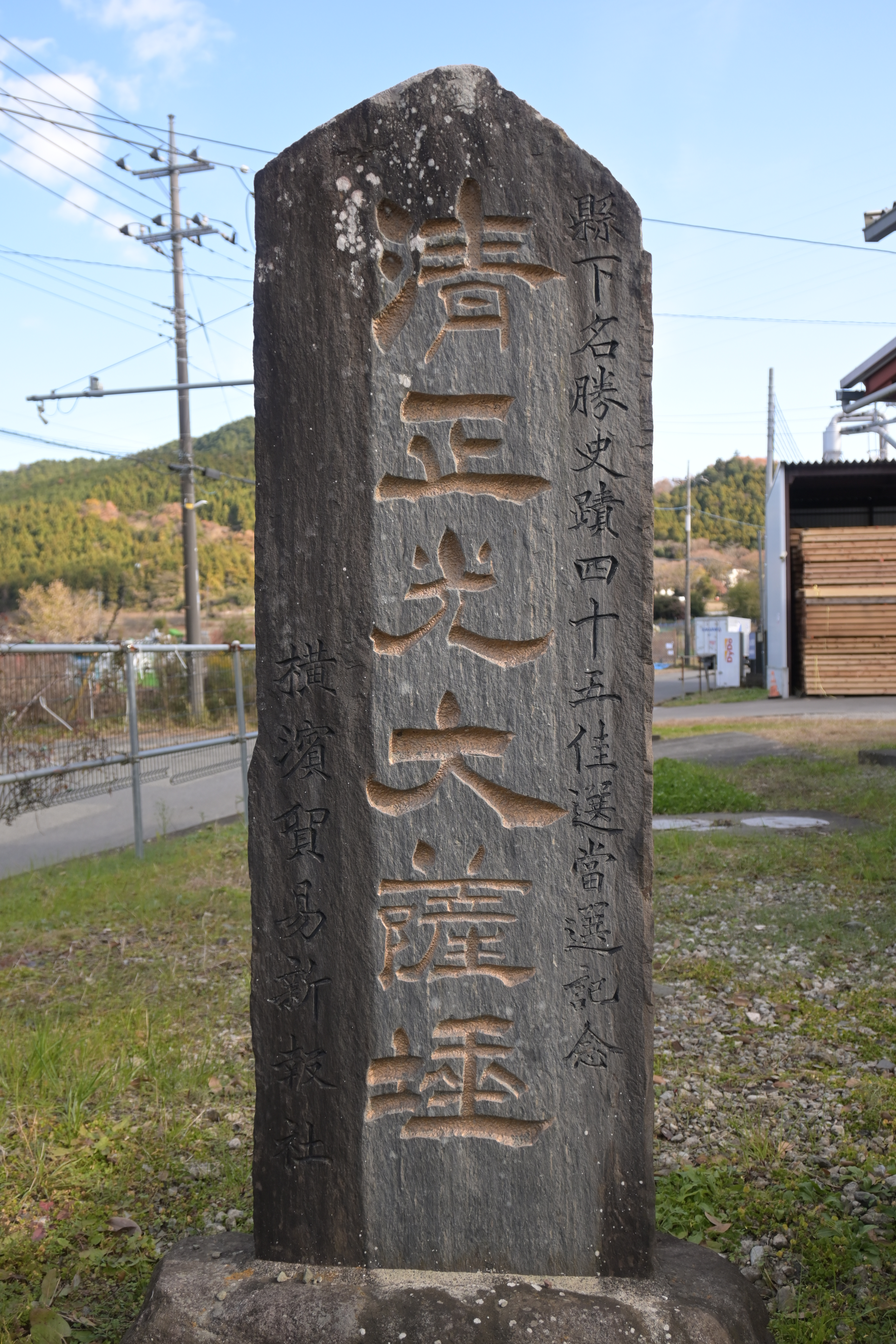
21位 志田山朝日寺
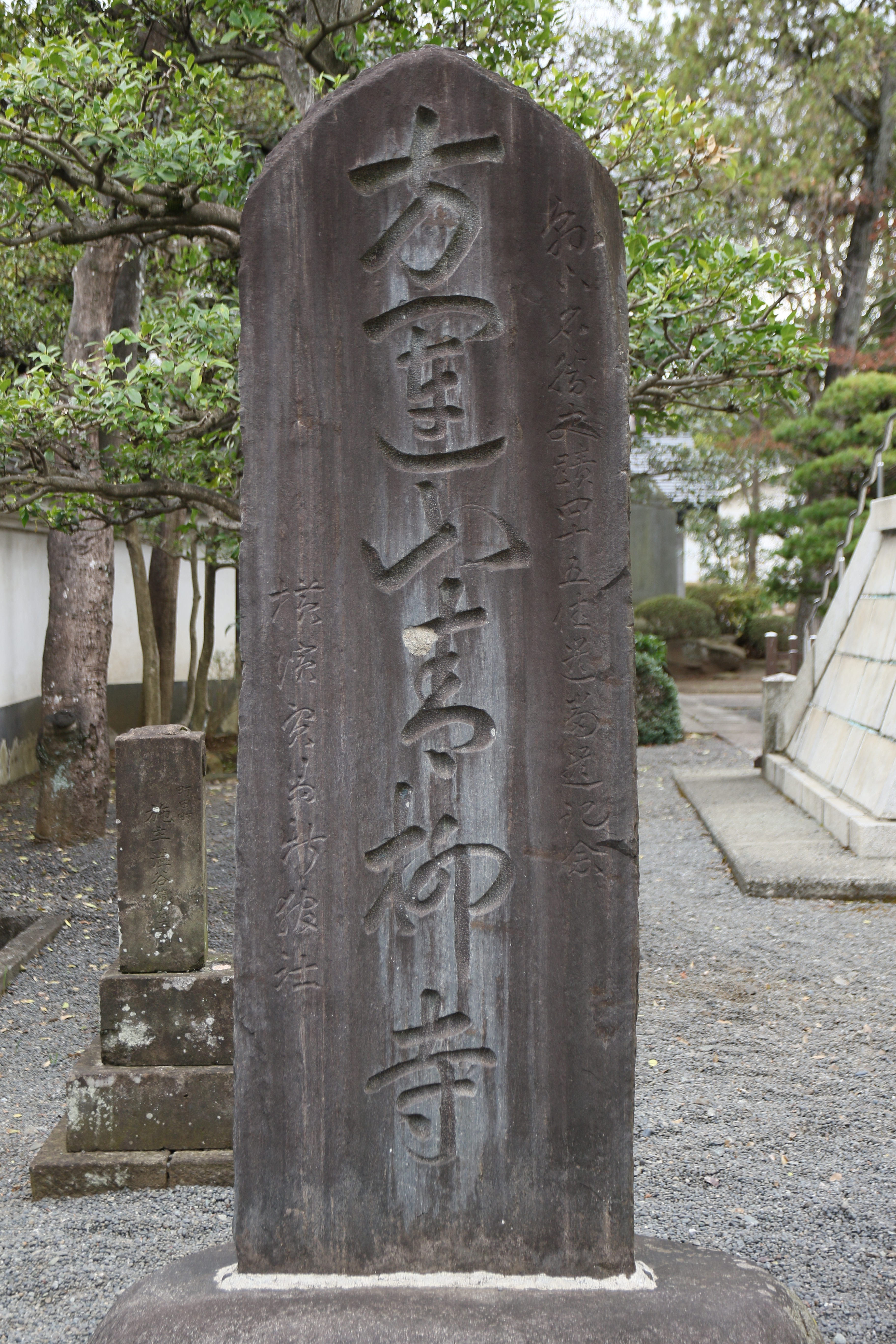
22位 青柳寺
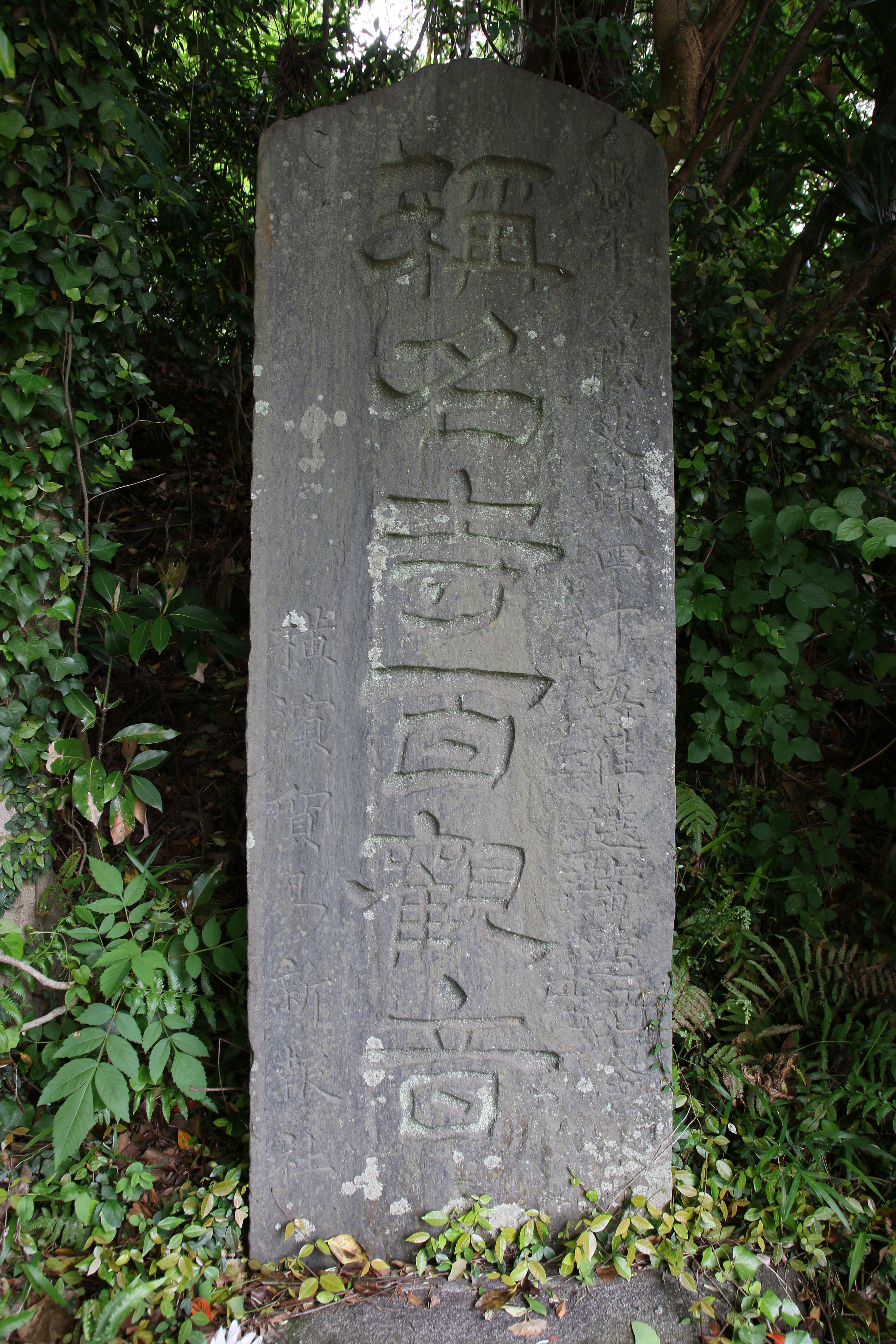
23位 称名寺百観音
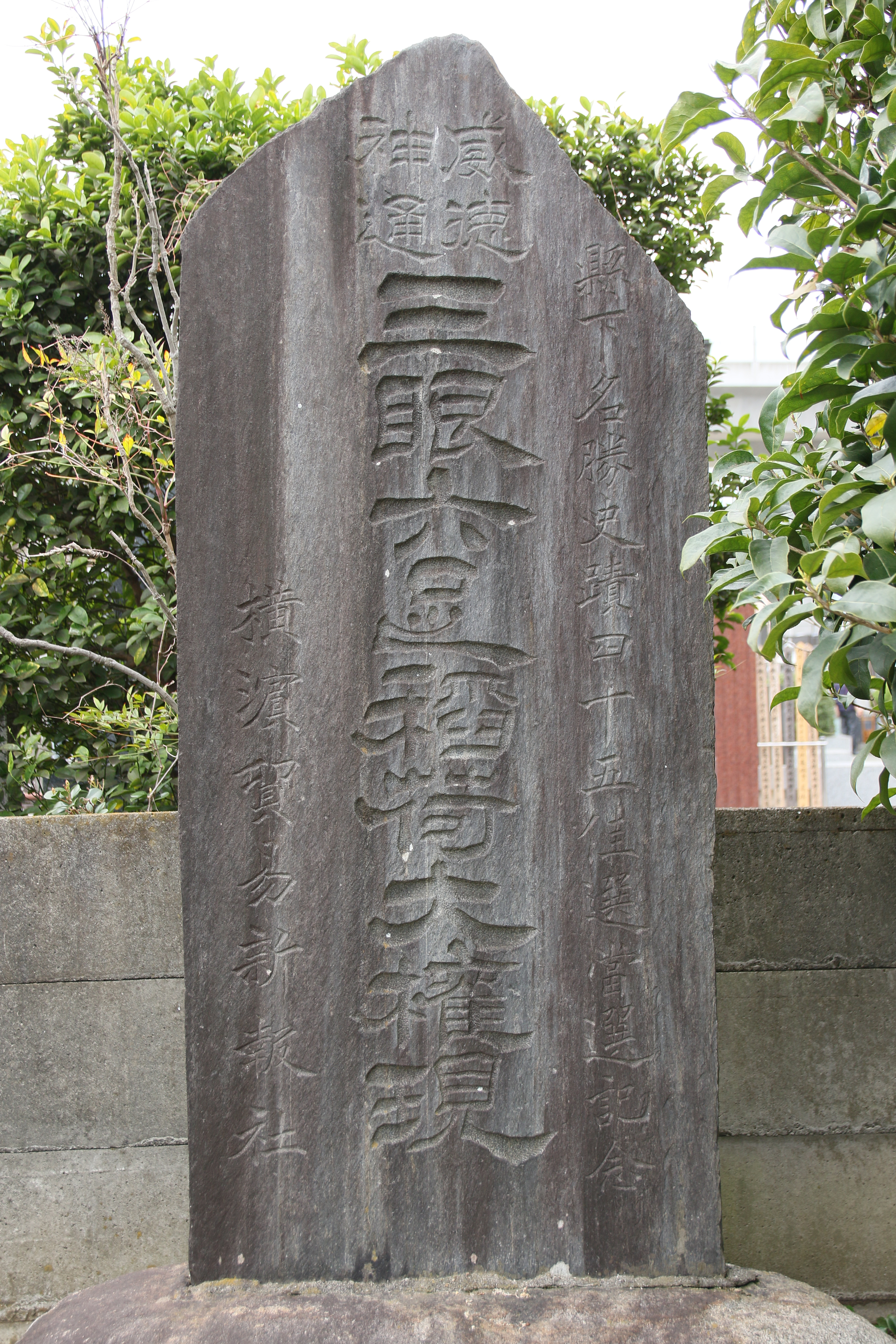
24位 三眼六足稲荷
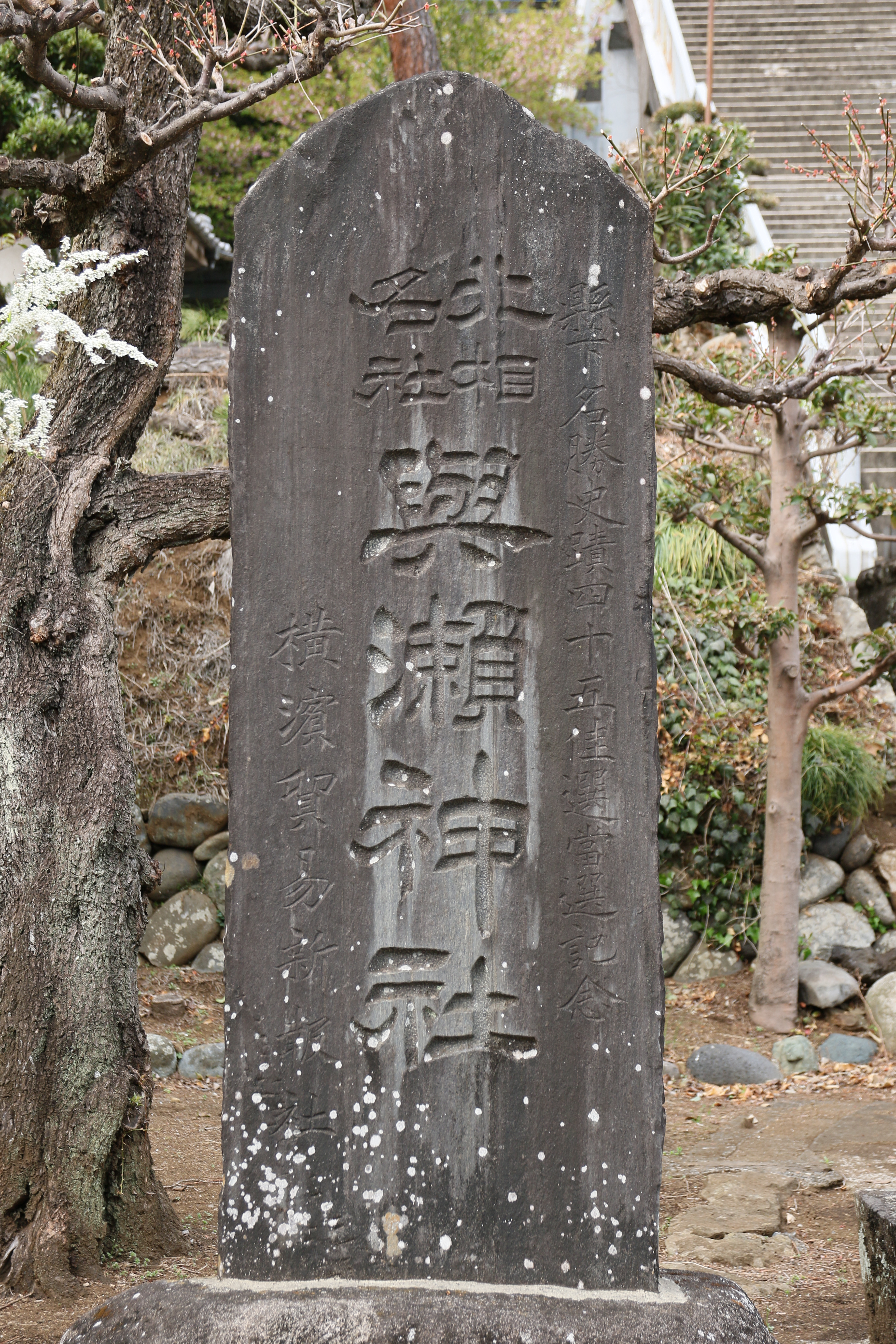
25位 与瀬神社
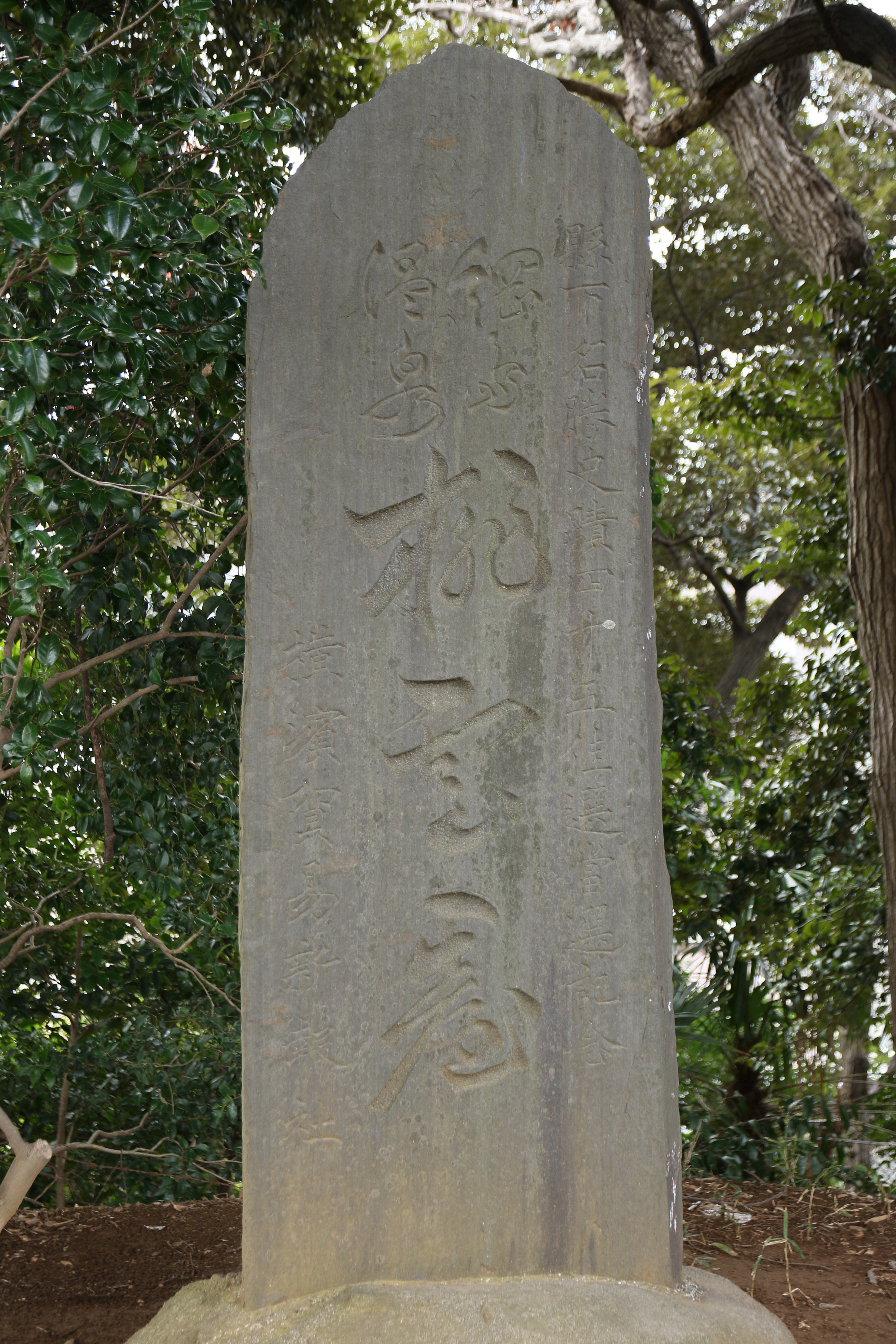
26位 綱島温泉桃雲台
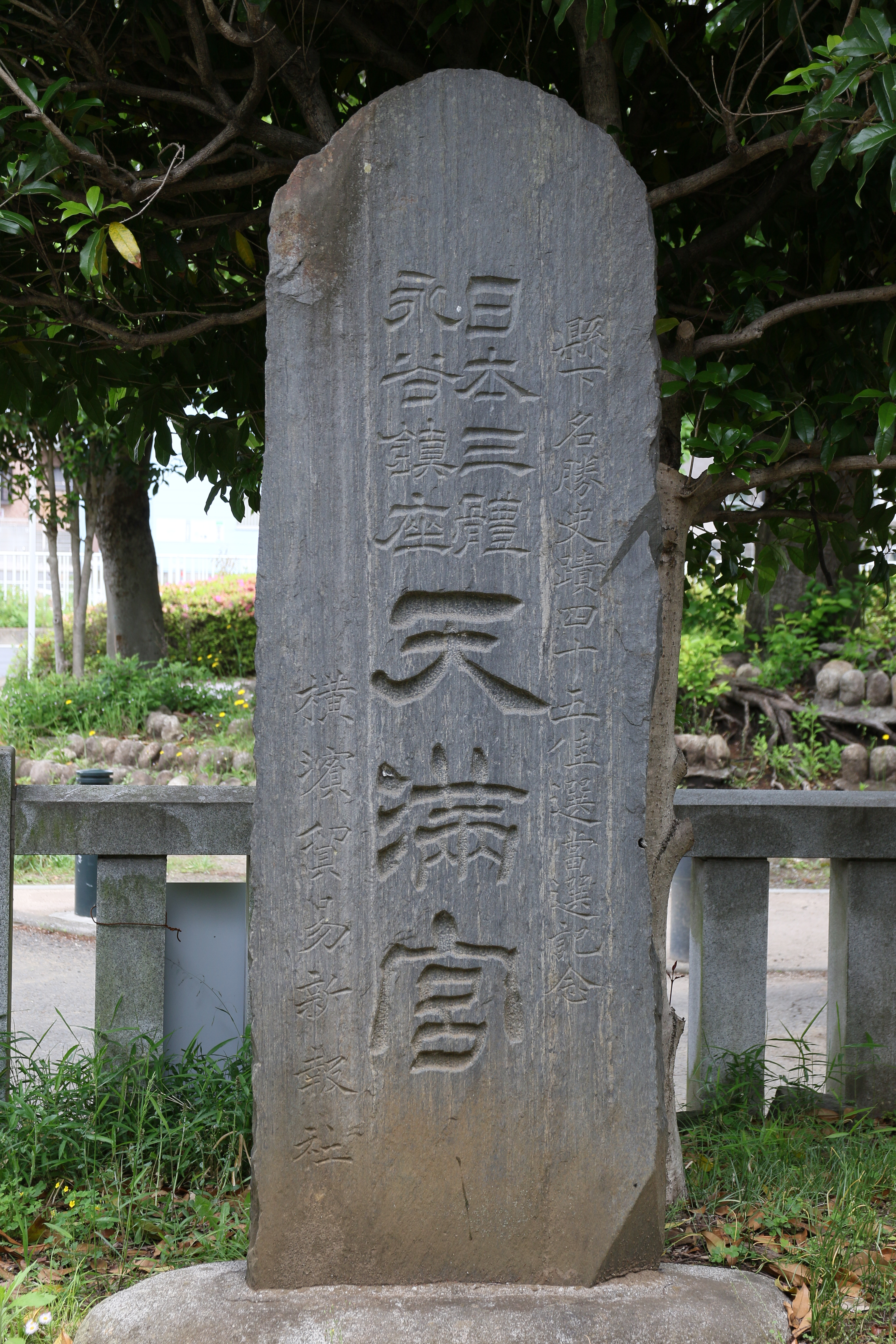
27位 永谷天満宮
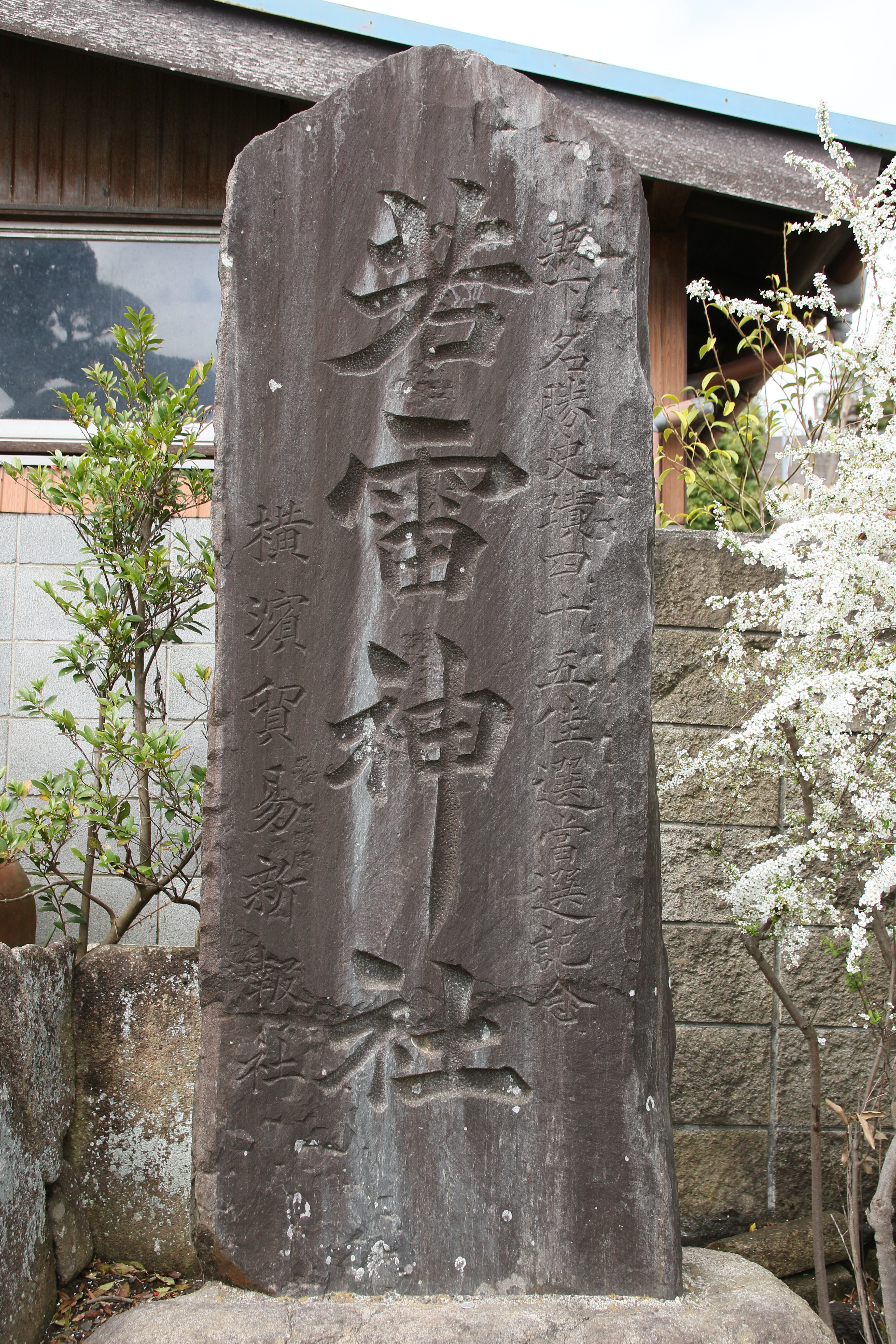
29位 若雷神社
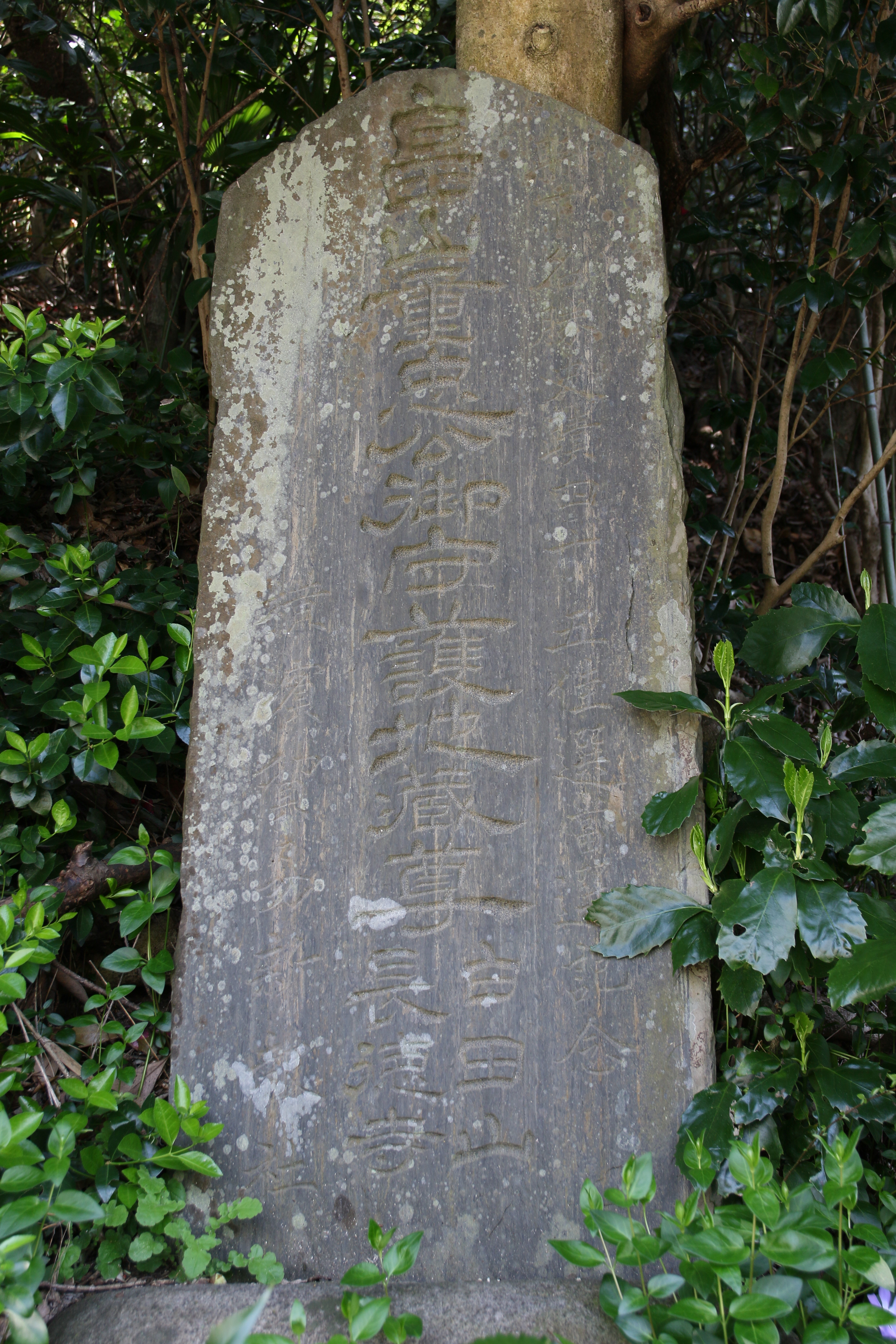
30位 三浦畠山地蔵尊
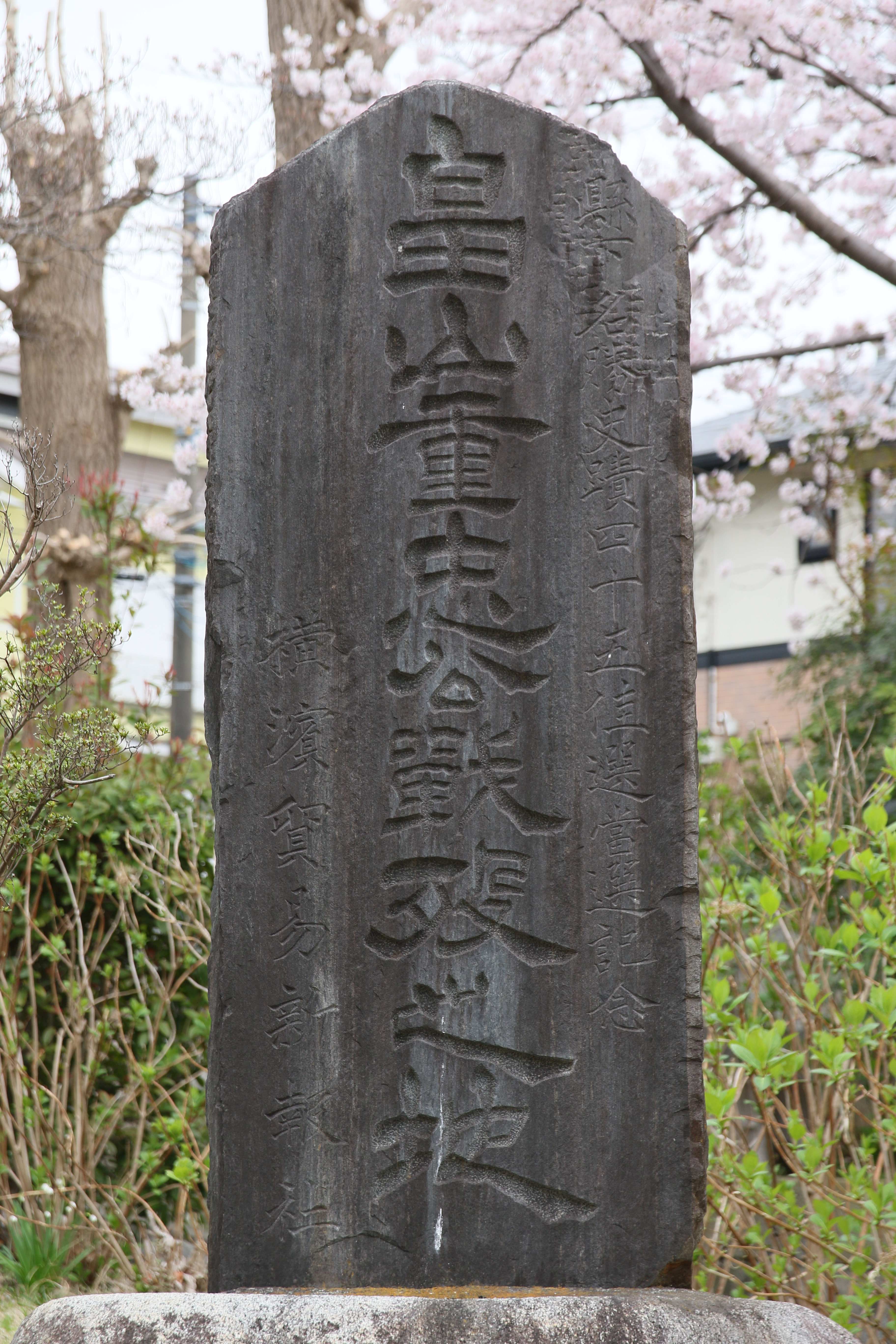
31位 畠山重忠霊堂
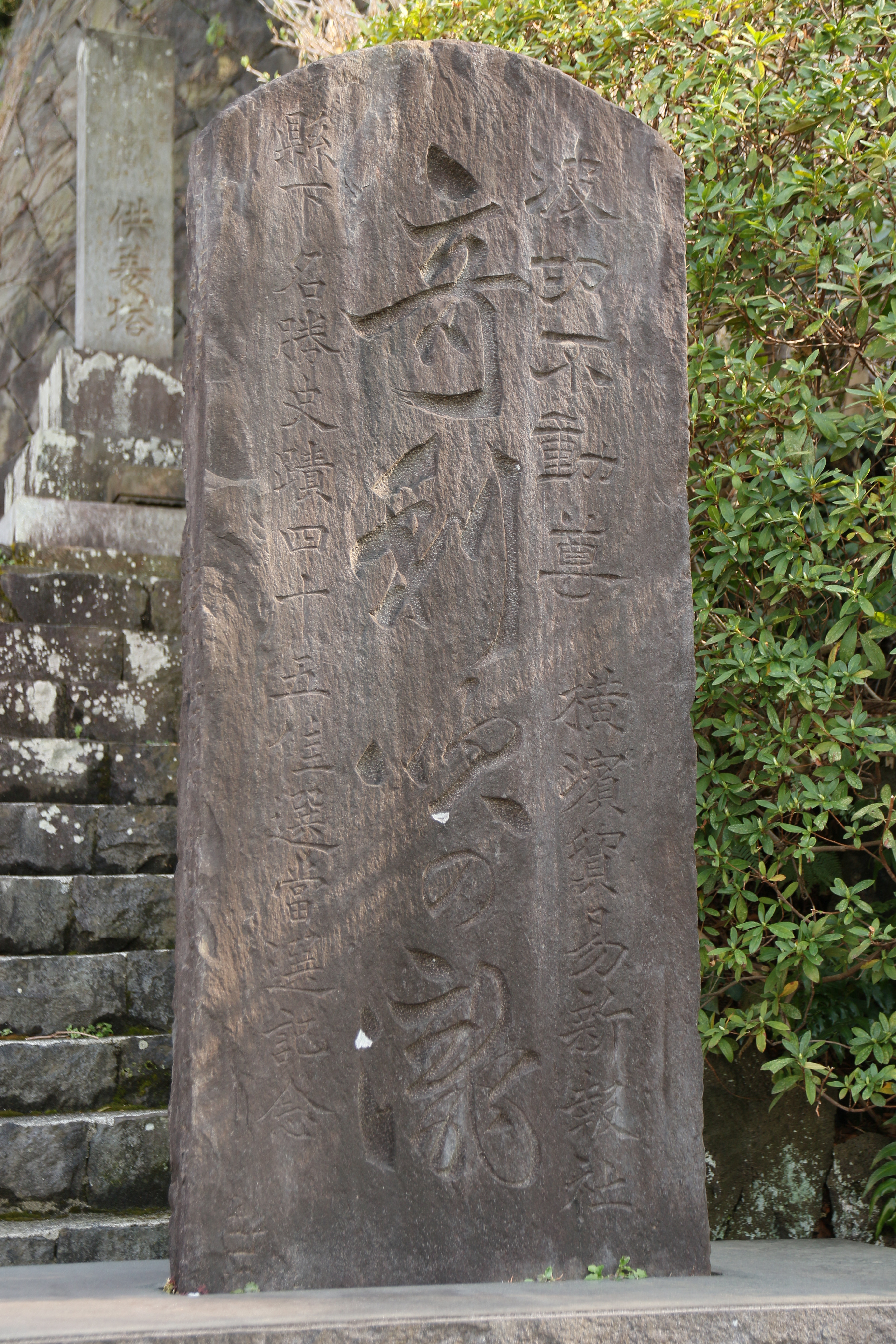
32位 波切不動の滝
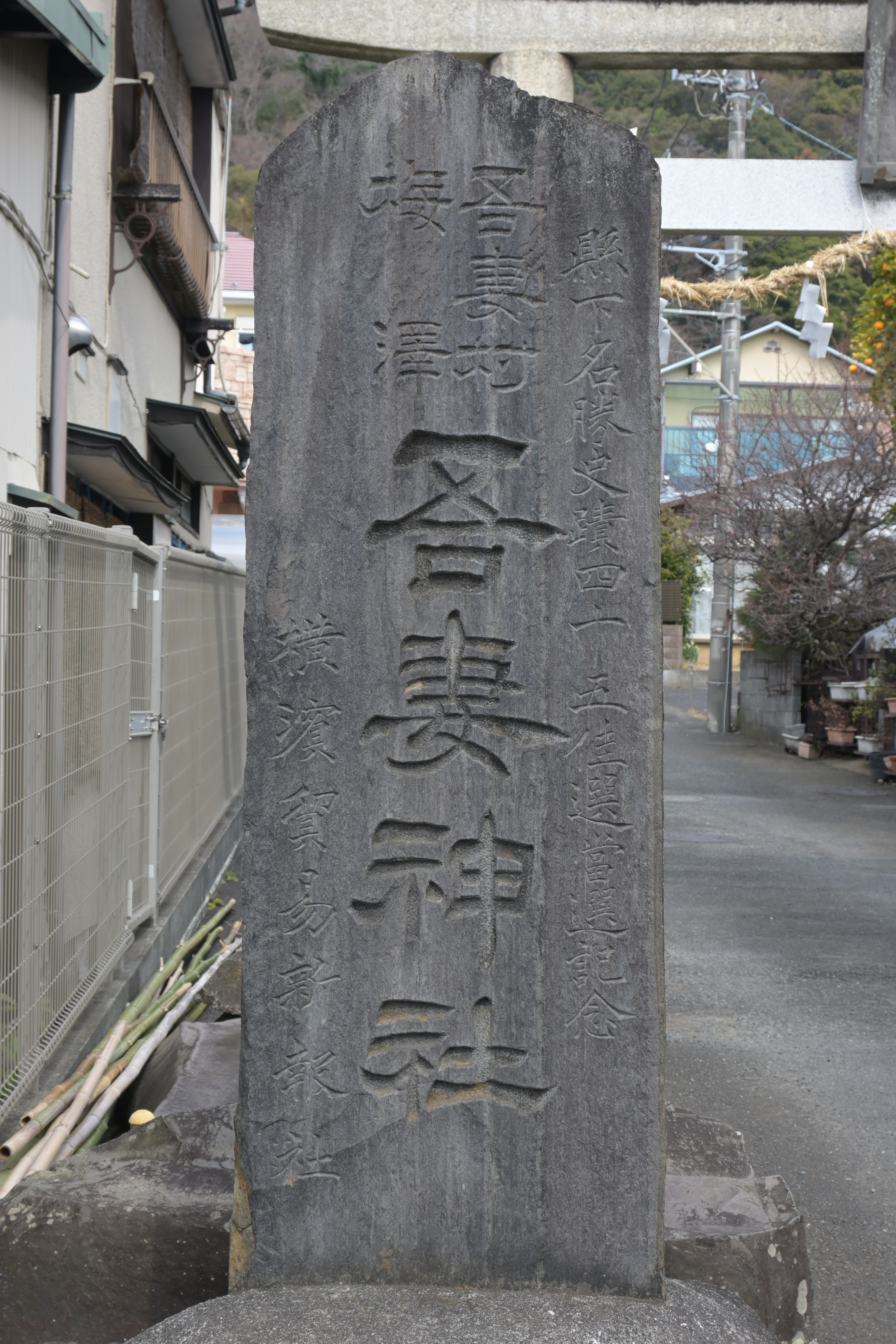
33位 吾妻神社
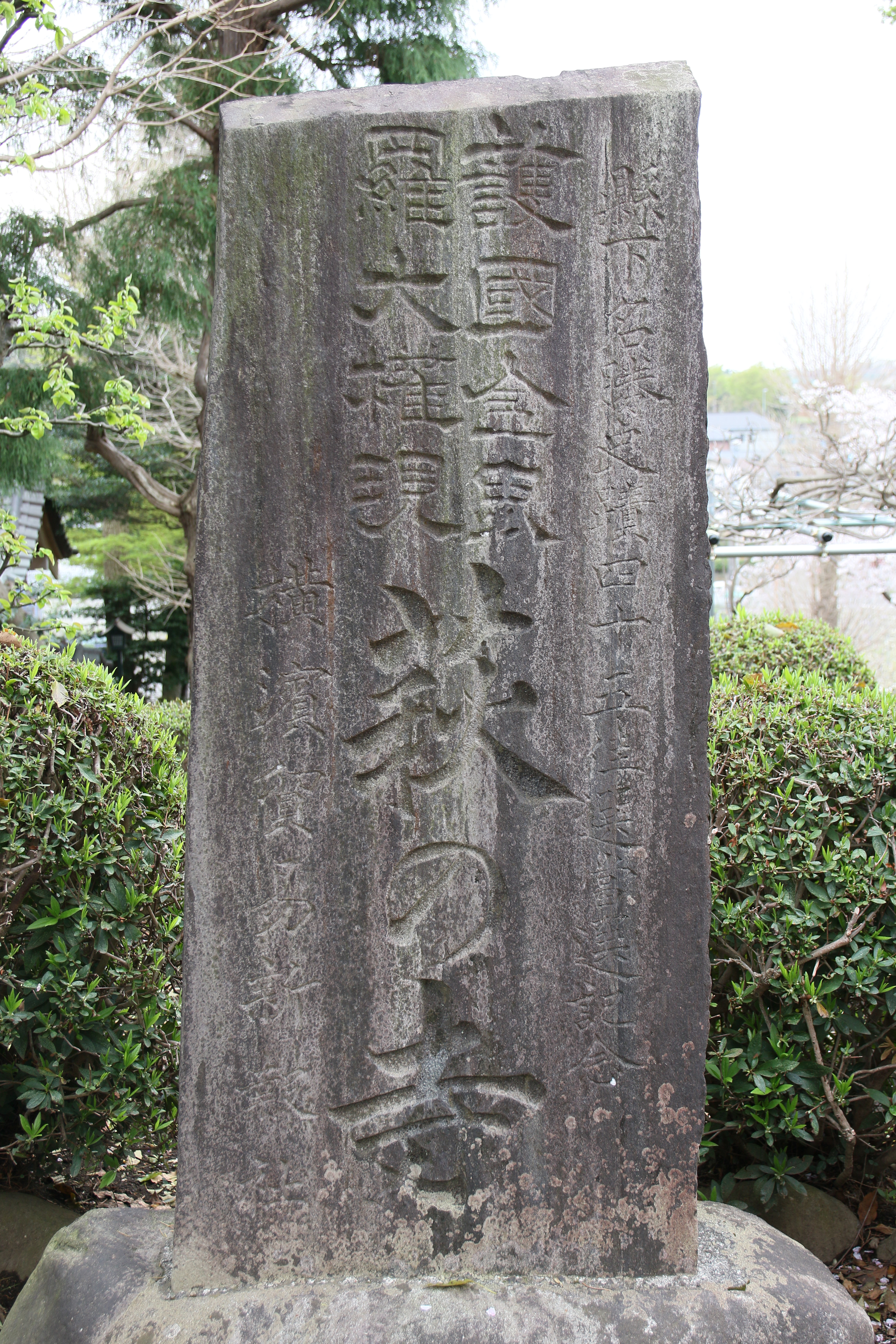
34位 宝泉寺
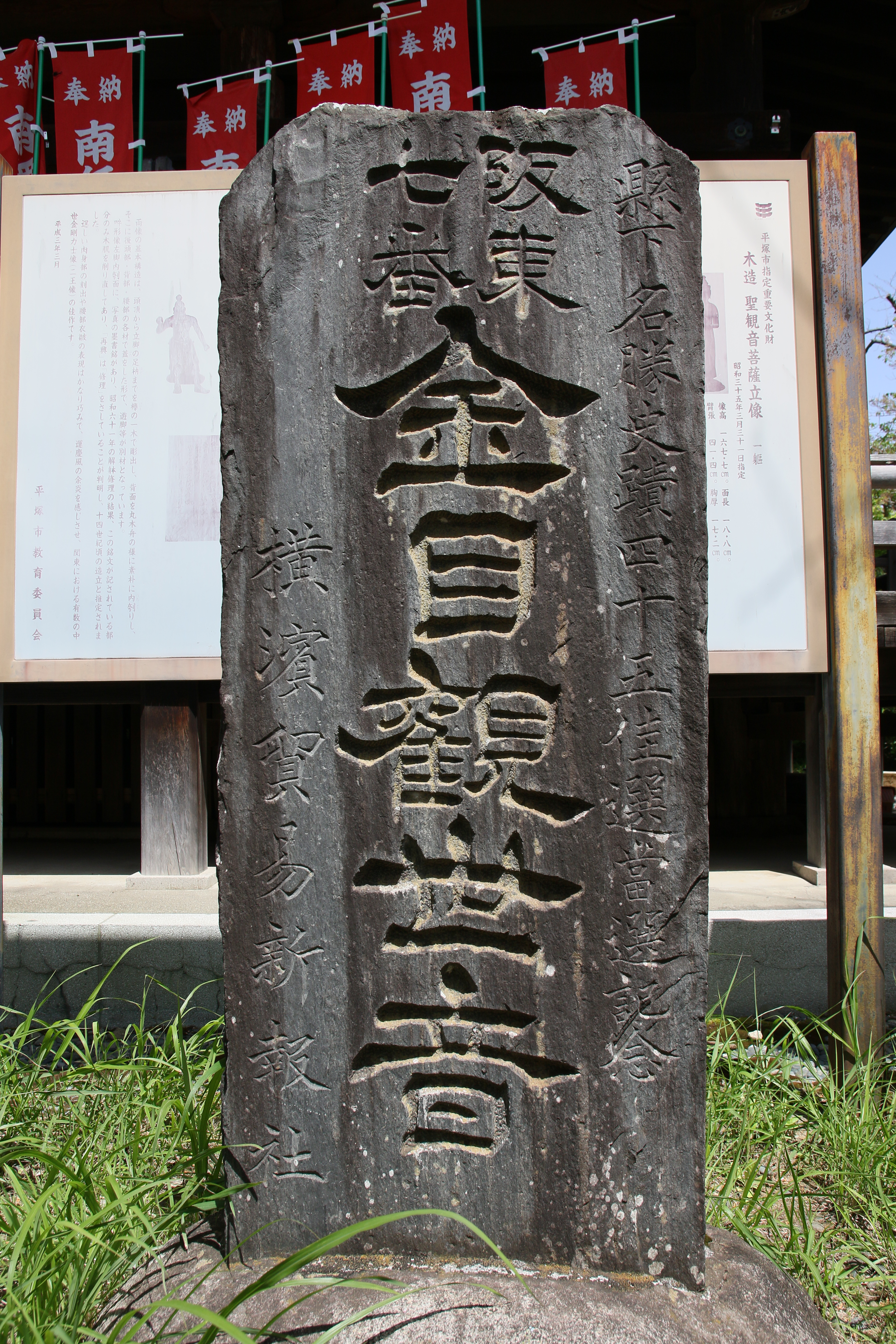
38位 金目観音
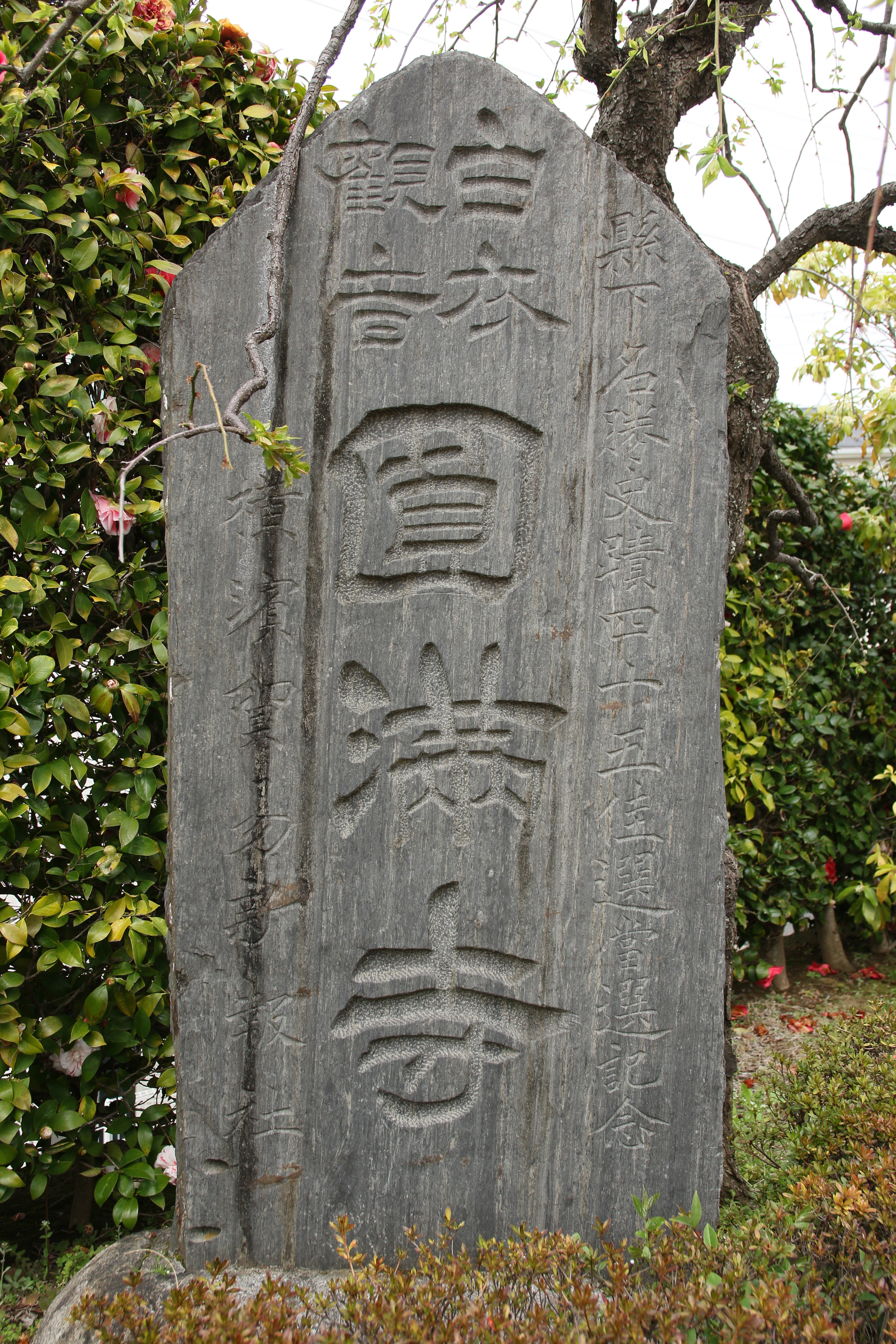
39位 円満寺白衣観音
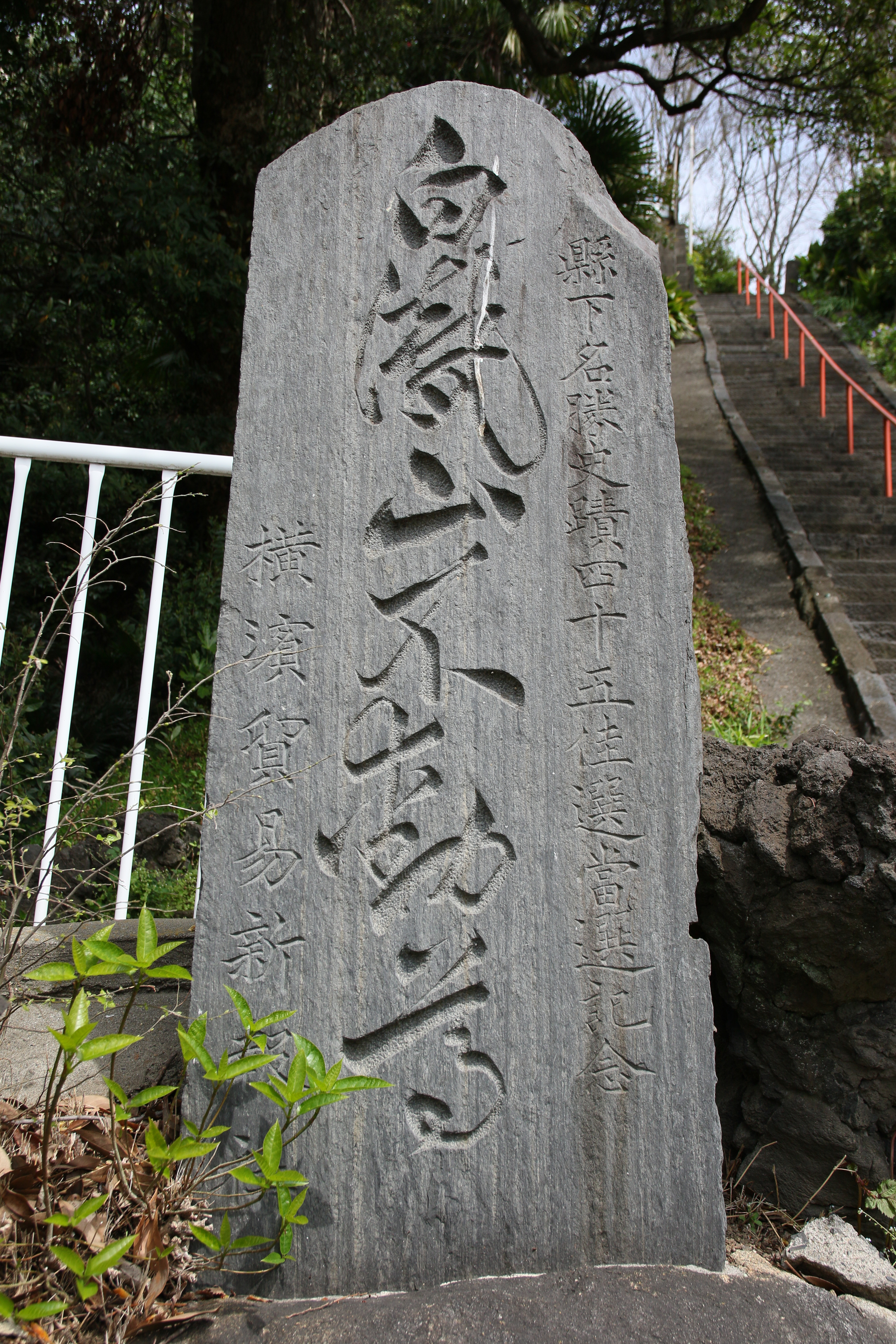
41位 白滝不動尊
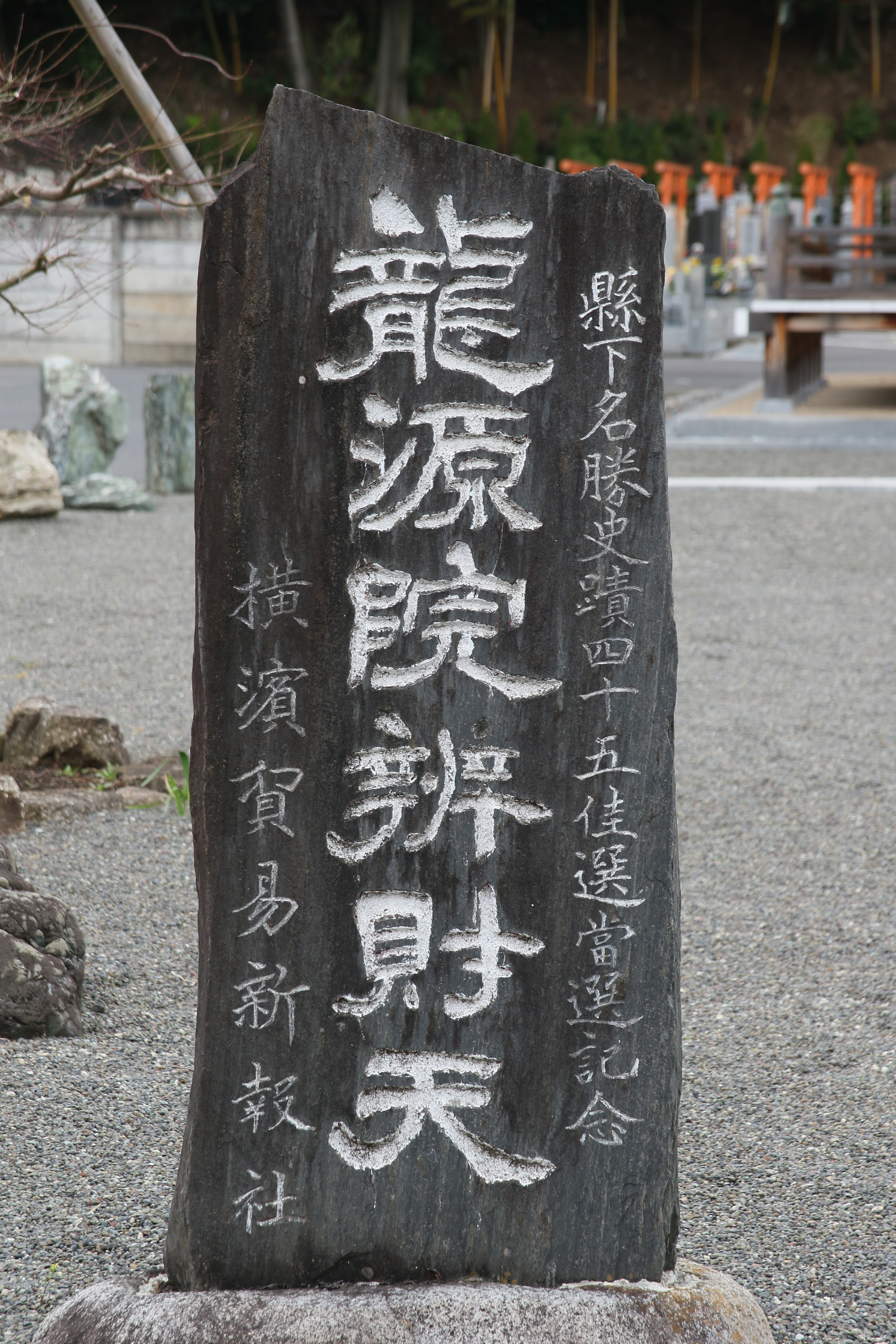
42位 龍源院弁財天
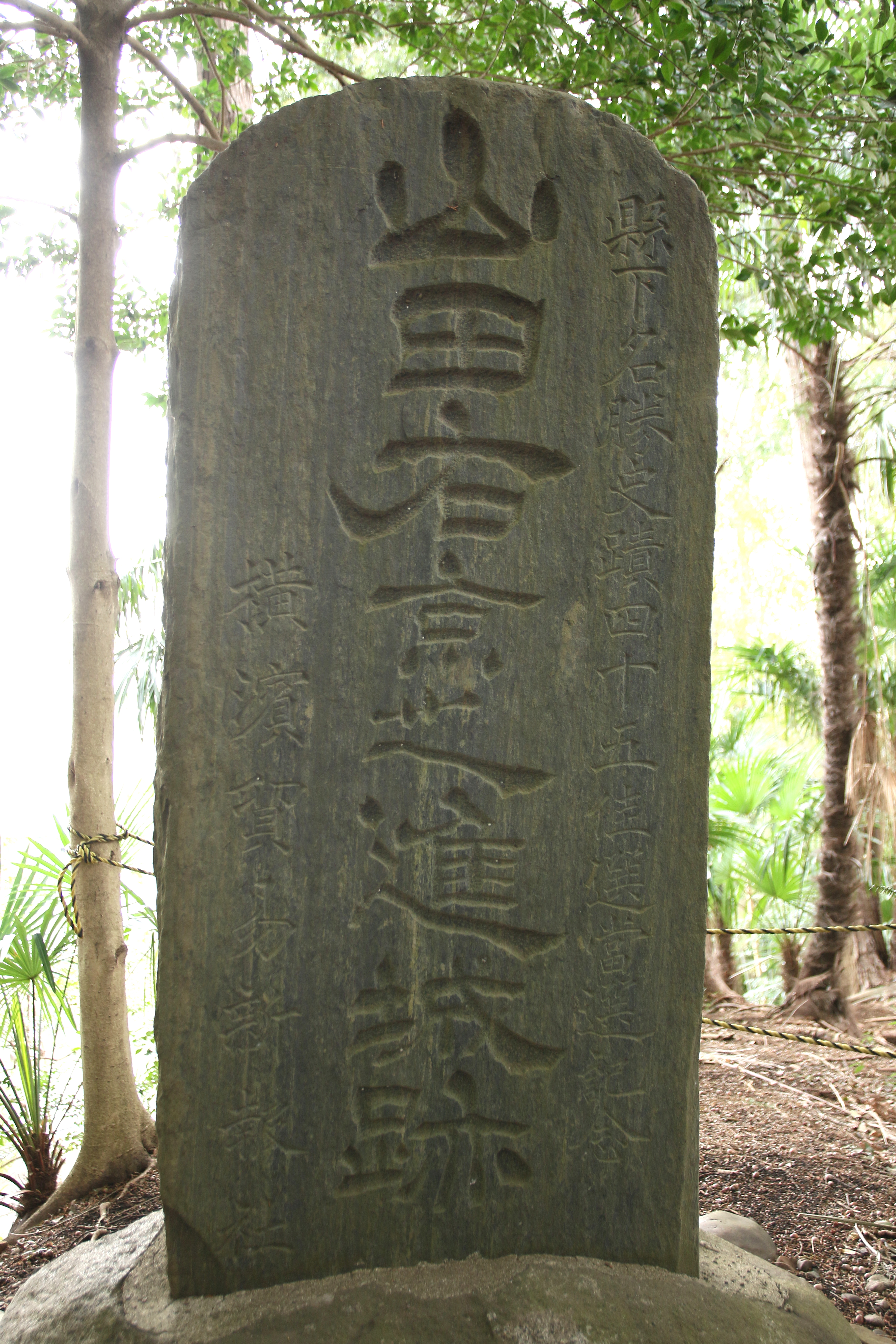
43位 旧城寺[注 6]
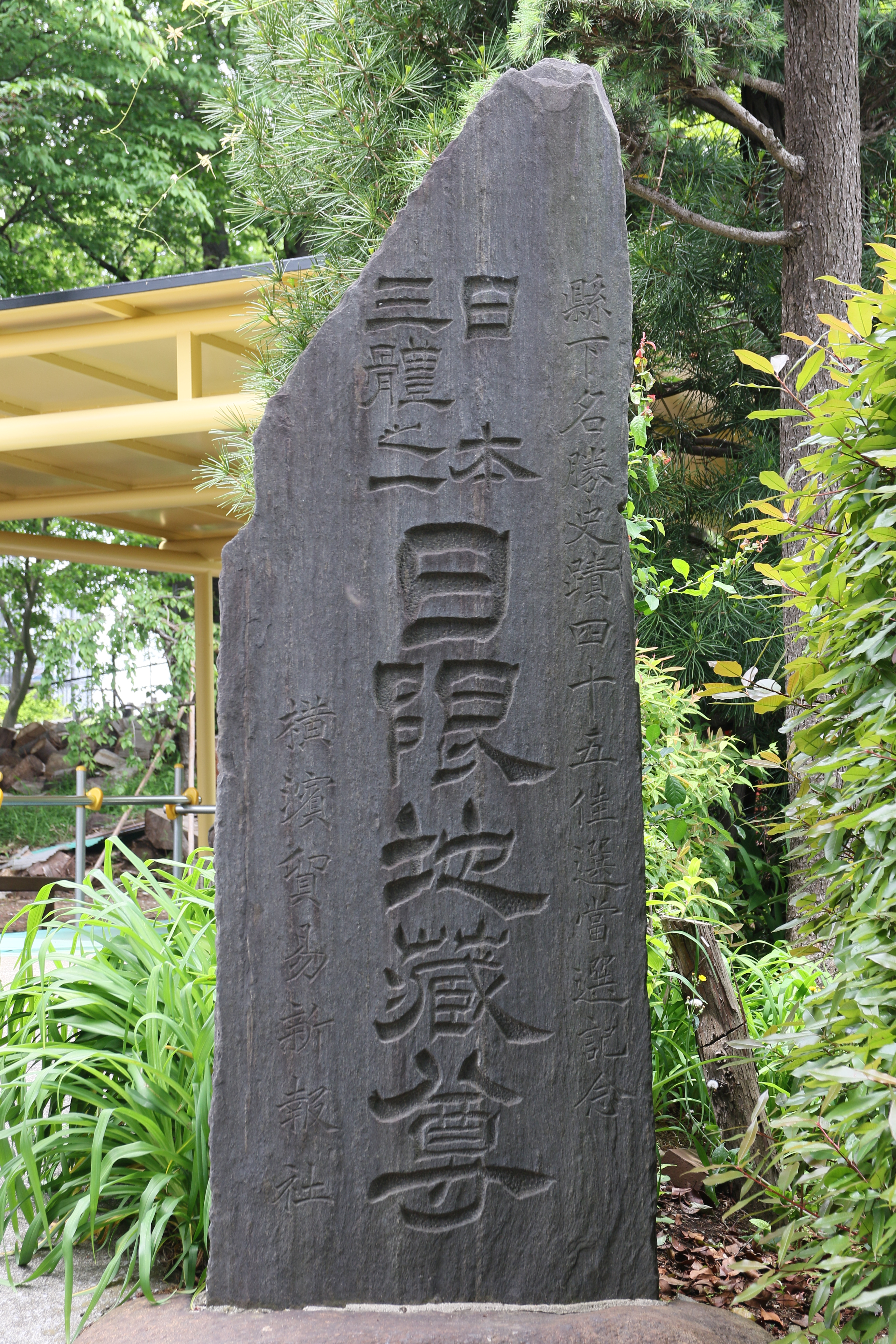
44位 日限地蔵尊
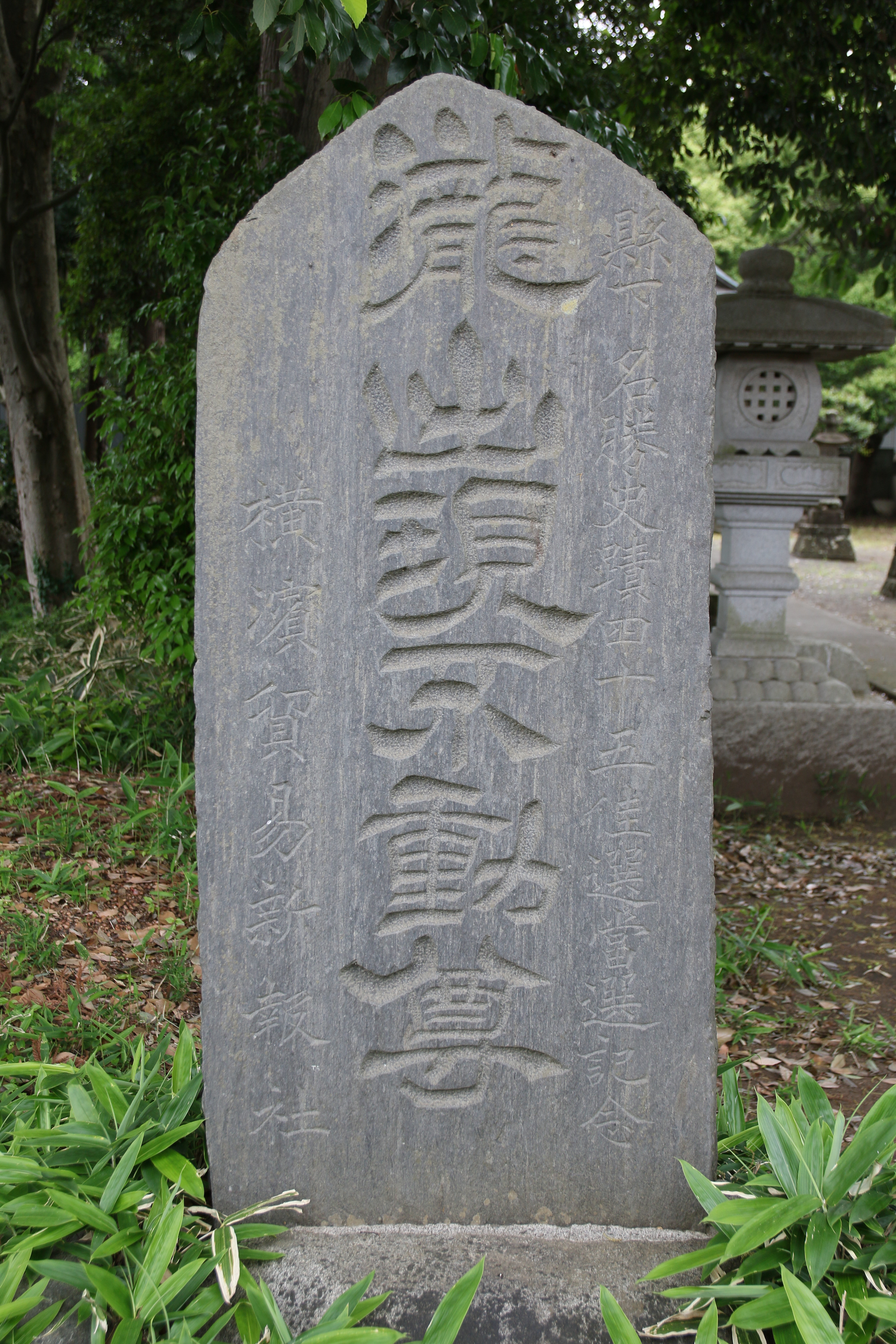
45位 滝出現見合不動尊

## 各地における活動
『横浜貿易新報』紙上で報じられた以外にも、地域をあげての投票活動が行われ、入選後には祝賀活動が行われた。

### 綱島温泉桃雲台
26位の綱島温泉桃雲台の入選には、地域の名望家飯田助夫が尽力した。「飯田助夫日記」の9月6日には「貿易新報四十五名勝史蹟の為綱島神明山桃雲台投票印」の注文記録が、9月27日には「横浜貿易新報四十五名勝史蹟投票綱島温泉桃雲台ノ為メ」に新聞店に20円を支払った記録が残されており、投票のために新聞を大量に購入したことがうかがえる。入選後、地域の代表や温泉旅館の主人等が祝賀隊を出迎え、翌年2月7日に紹介記事が掲載された。

### 若雷神社
29位で入賞した若雷神社では、神社の主催で祝賀会が開催された。その決算報告は、当時の新田村村長・相澤昵宗の若雷神社関係書類の一部として残されている。氏子総代や村助役など50名ほどが祝賀隊を出迎え、紹介記事は翌年2月13日に掲載、入選の翌々年（1937年）1月16日には記念標の除幕式が行われ、その際の記念写真が作製された。

### 滝出現見合不動尊
45位に入賞した滝出現見合不動尊は、御所見村の部落区長からの依頼で御所見村青年団葛原支部が運動を担った。当時、約30名いた支部の団員が毎朝交代で新聞配達を行い運動資金を調達していたほか、二反三畝の共有地で麦や甘薯を耕作して25円程の利益を上げていた。支部長と役員が投票券を集め、締め切りが近づくと連日新聞社に行って状況を見極めた。記念標は3年後の1938年（昭和13年）に造立された。